# Trang phục dân tộc Ba Lan
Trang phục dân tộc Ba Lan (tiếng Ba Lan: Stroje ludowe) rất đa dạng và đặc trưng theo từng theo vùng. Thông thường người dân không sử dụng trang phục này trong cuộc sống hàng ngày. Khi có lễ hội dân gian, đám cưới dân gian, ngày lễ tôn giáo, lễ hội thu hoạch và các dịp đặc biệt, họ mới mang ra để diện. Trang phục có thể phản ánh khu vực vùng miền, thậm chí tình trạng hôn nhân.
Trang phục dân tộc có mặt tại các vùng trên đất nước Ba Lan, chẳng hạn như: Wielkopolska, Małopolska, Mazovia, Pomerania, Warmia, Masuria, Podlasie, Kujawy và Silesia.

## Małopolska
- Vùng Kraków:[2] Trang phục của người phụ nữ là áo cánh trắng, áo vest được thêu và đính cườm ở mặt trước và sau, váy thêu hoa, tạp dề, vòng cổ đính hạt màu đỏ san hô và giày có dây buộc. Cô gái chưa kết hôn có thể đeo vòng hoa với ruy băng trong khi phụ nữ có chồng hay đeo khăn trắng trên đầu. Đàn ông mặc áo ghi lê màu xanh có đường thêu và tua rua, quần sọc, mũ krakuska được tô điểm bằng ruy băng và lông con công và vòng kim loại gắn vào thắt lưng.
- Trang phục Lachy Sądeckie xuất hiện ở miền nam Małopolska, đặc biệt là ở quận Nowosądecki và Kotlina Sądecka.

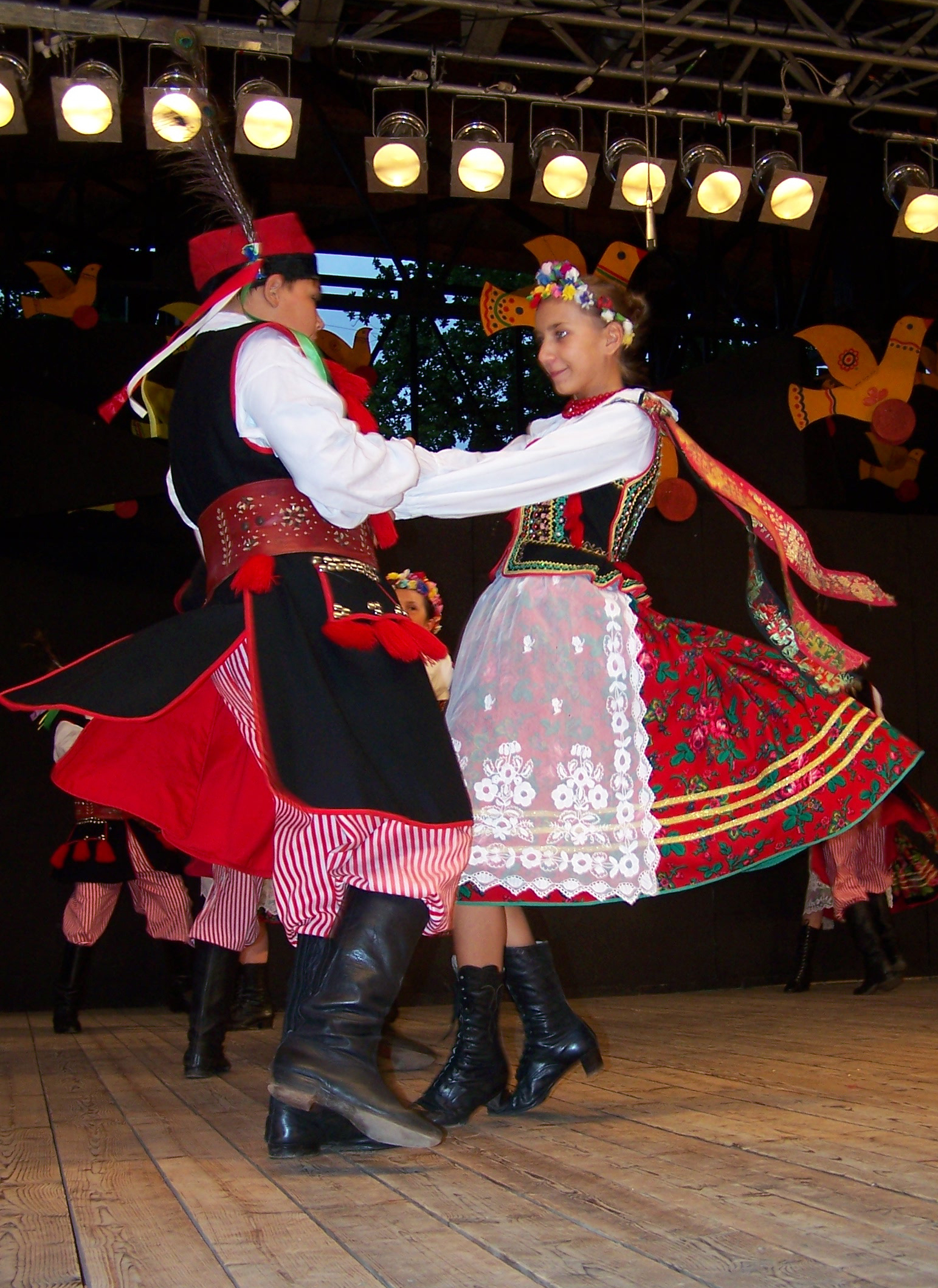
Phía tây Krakow
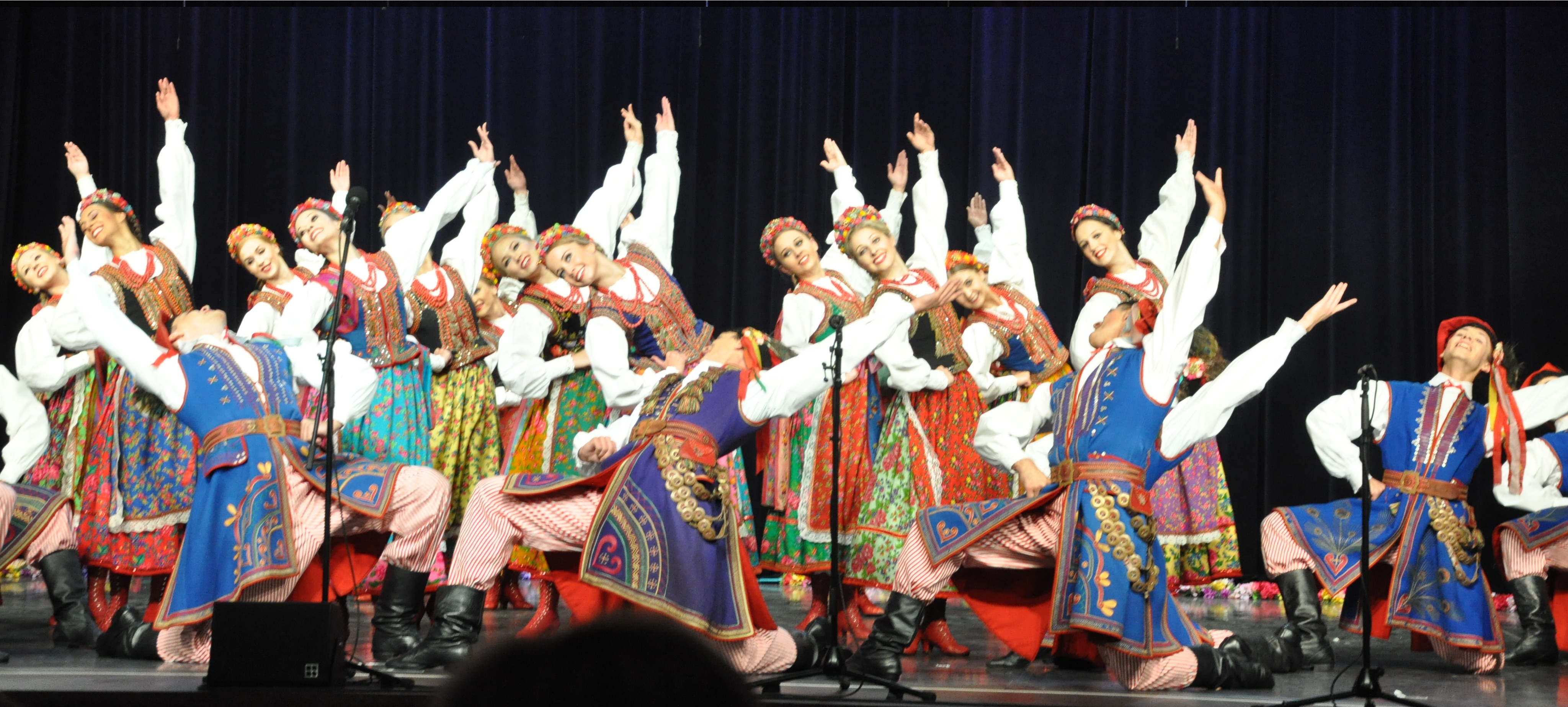
Phía đông Krakow
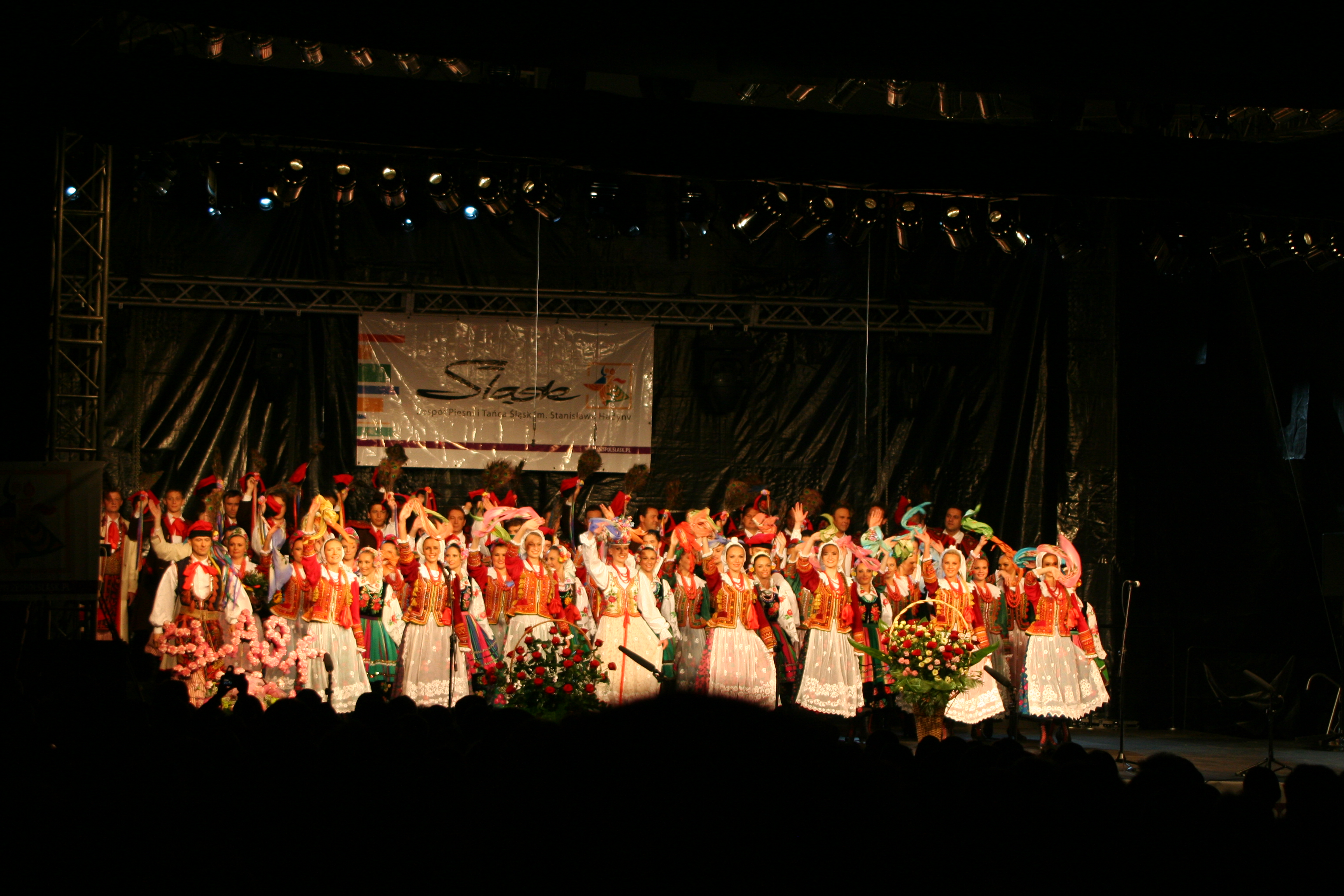
Vùng Krakow
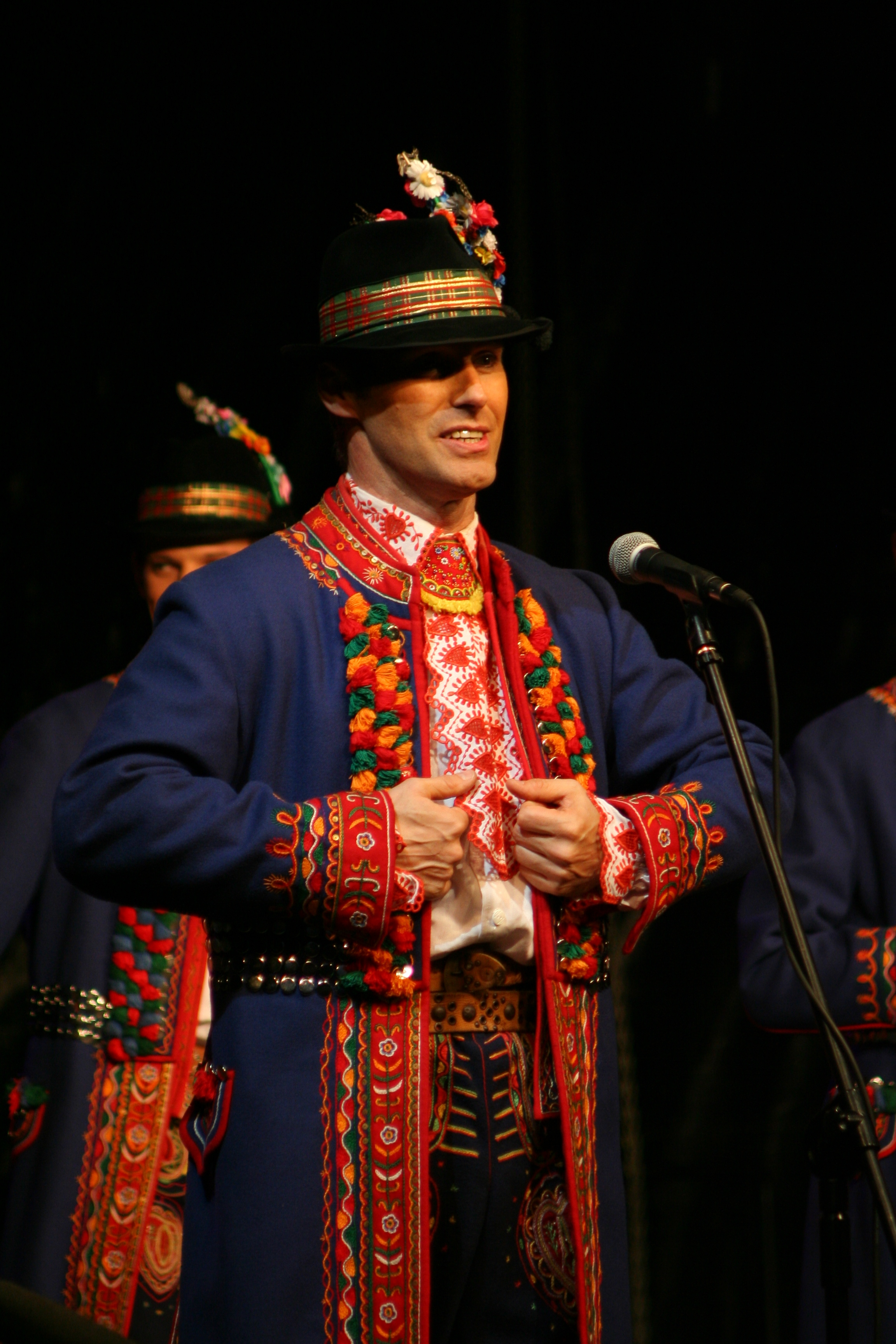
Trang phục Lachy Sądeckie nam
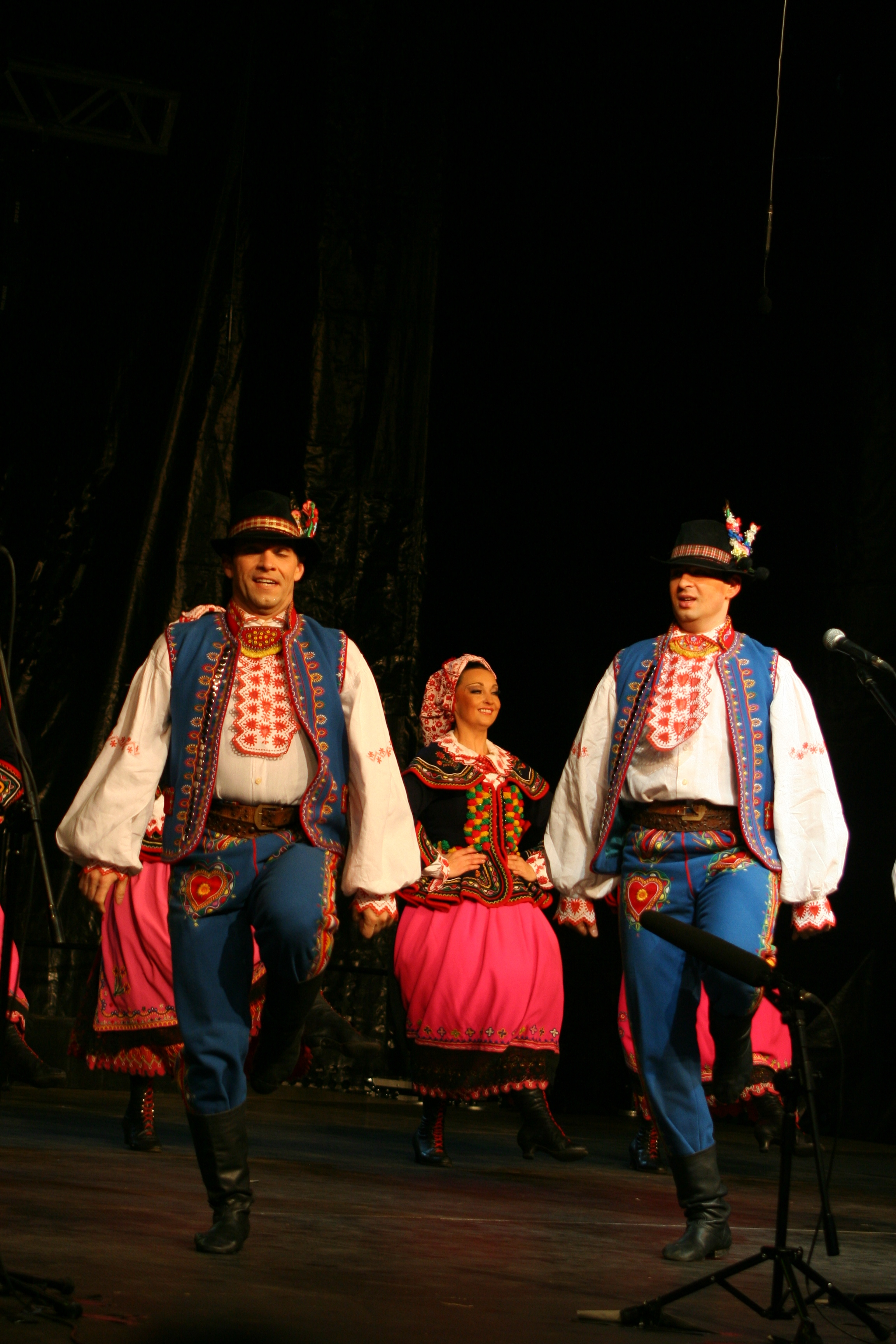
Trang phục Lachy Sądeckie, cô gái ngồi đằng sau mặc trang phục của người đã kết hôn
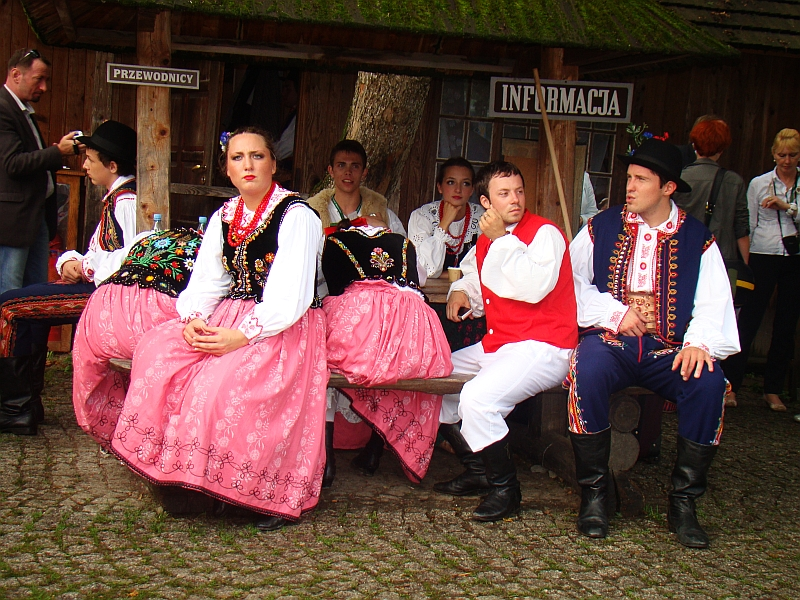
Trang phục Lachy Sądeckie, trên ảnh là trang phục của phụ nữ chưa chồng
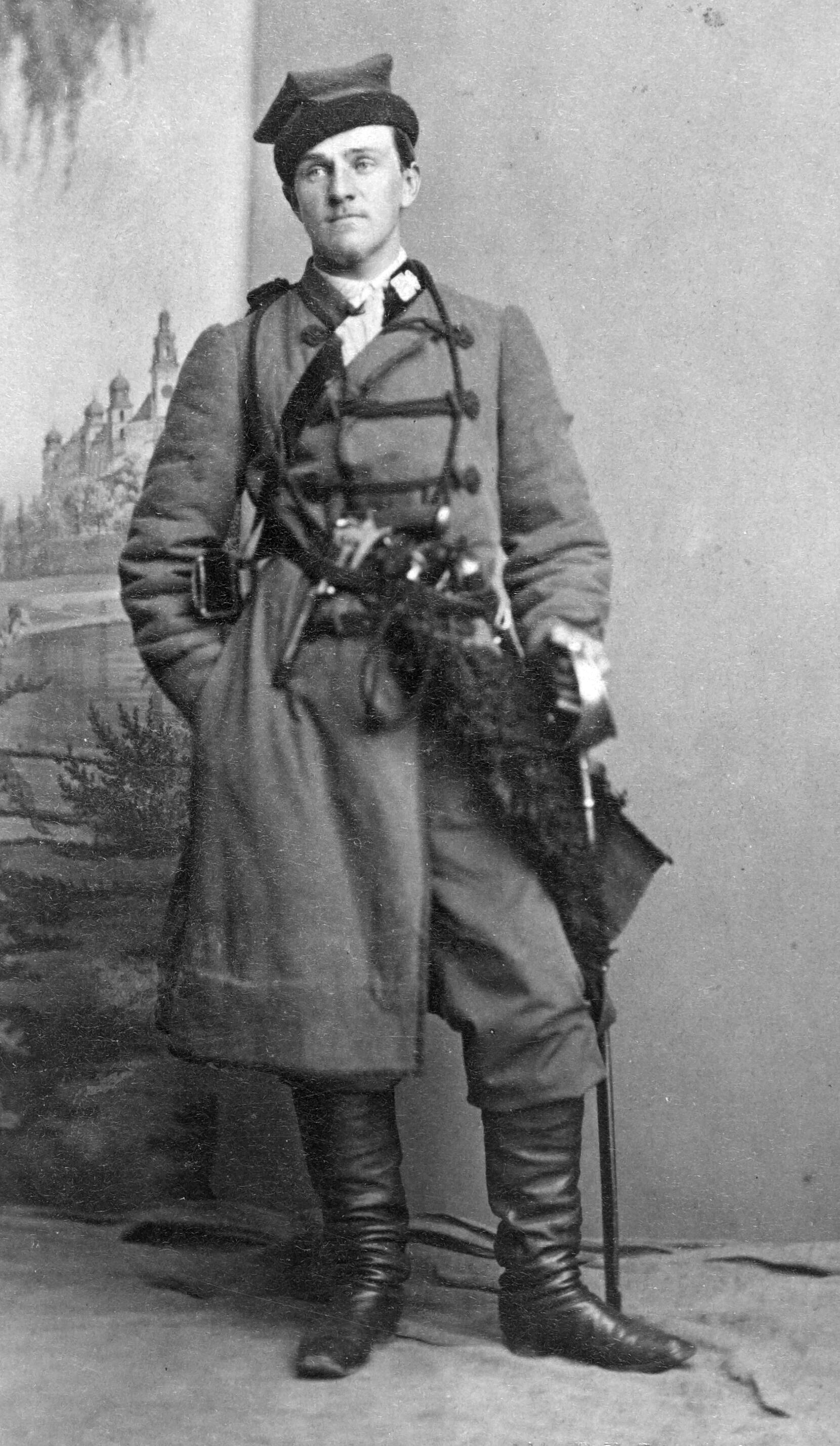
Małopolska

### Górale
Trang phục Górale xuất hiện ở miền nam Ba Lan, dọc theo dãy núi Karpat, ở Podhale thuộc dãy núi Tatra và một phần của Beskids. Trang phục của họ khác nhau tùy theo khu vực. 

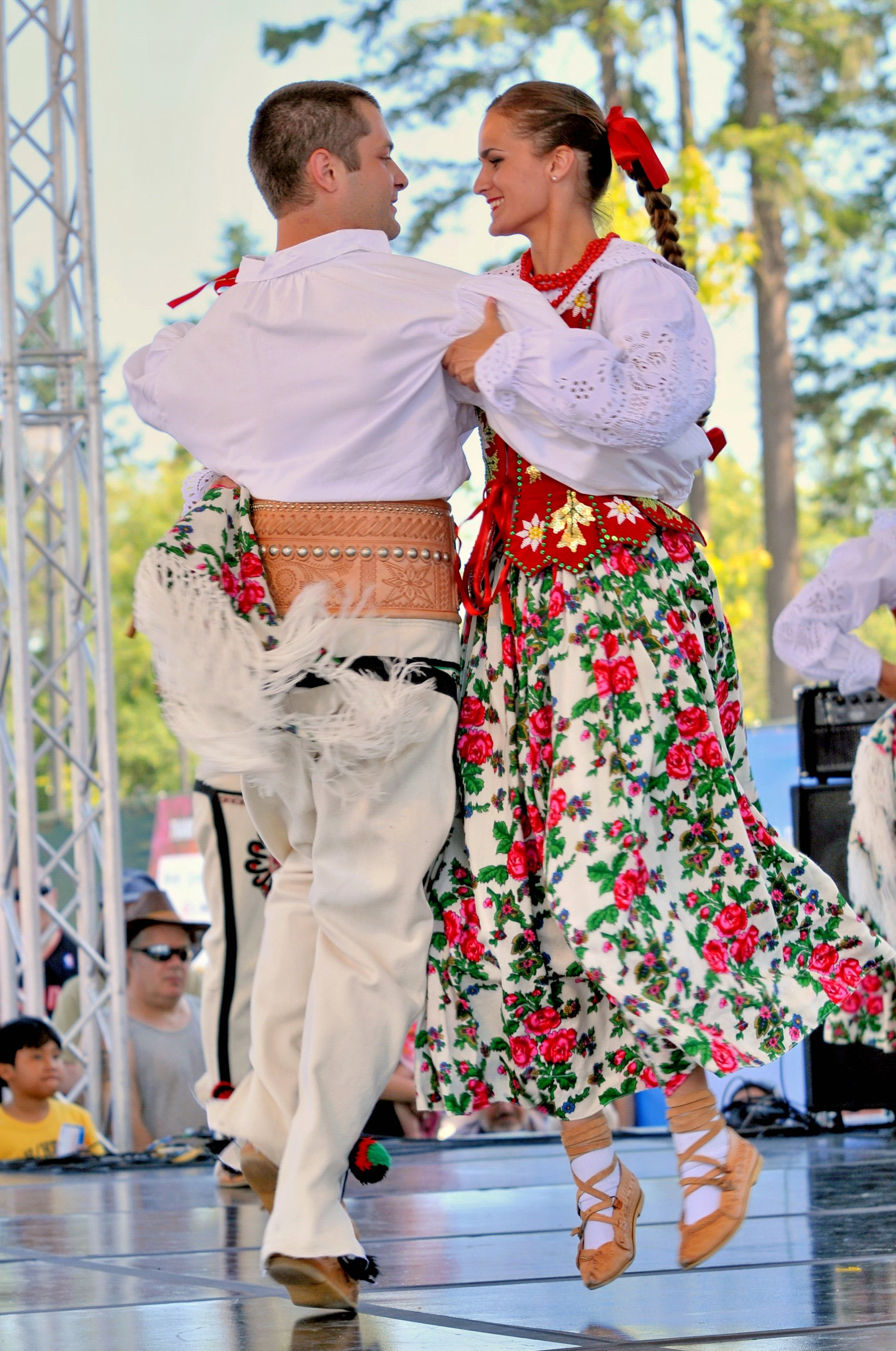
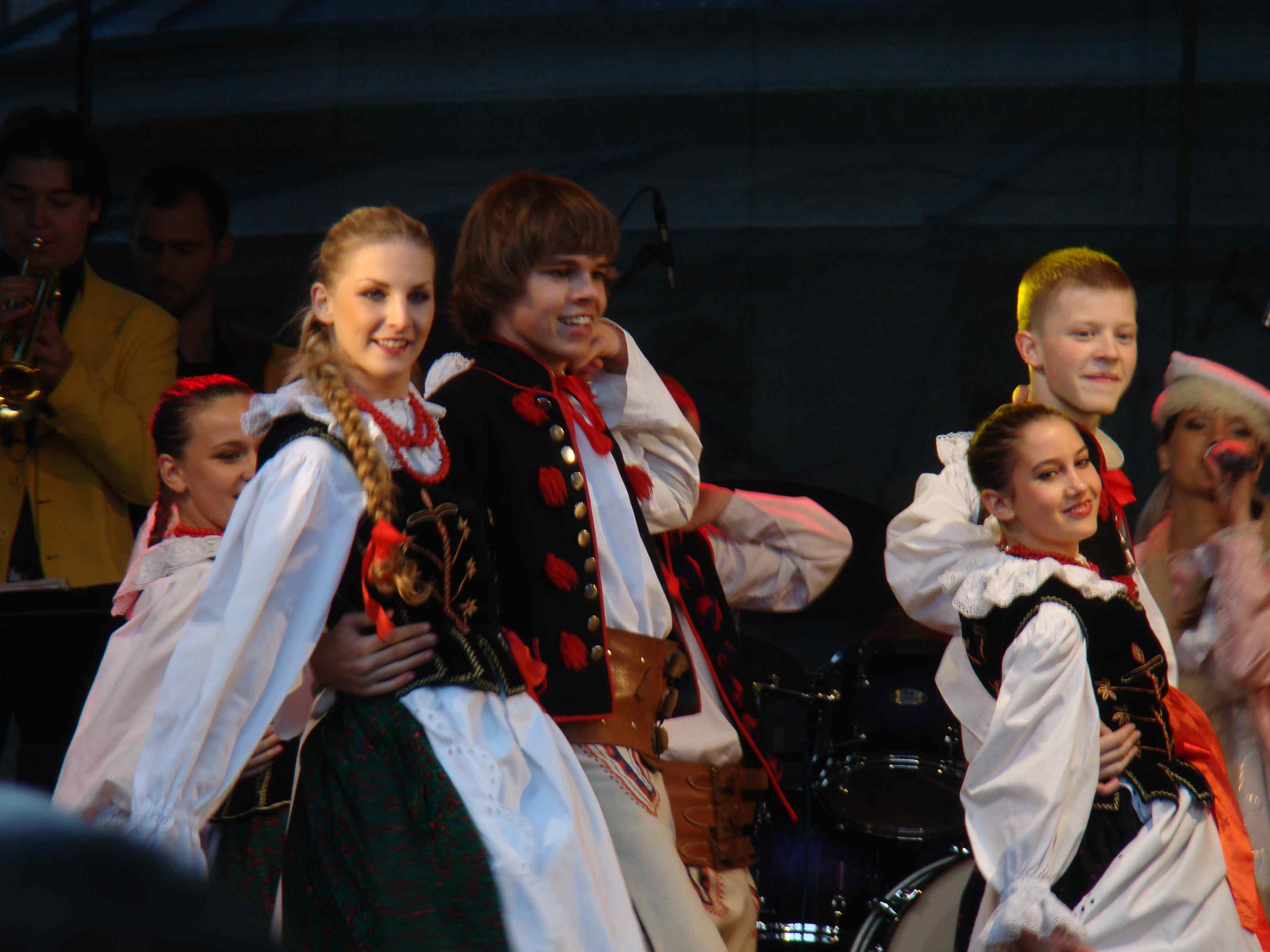
Żywiec
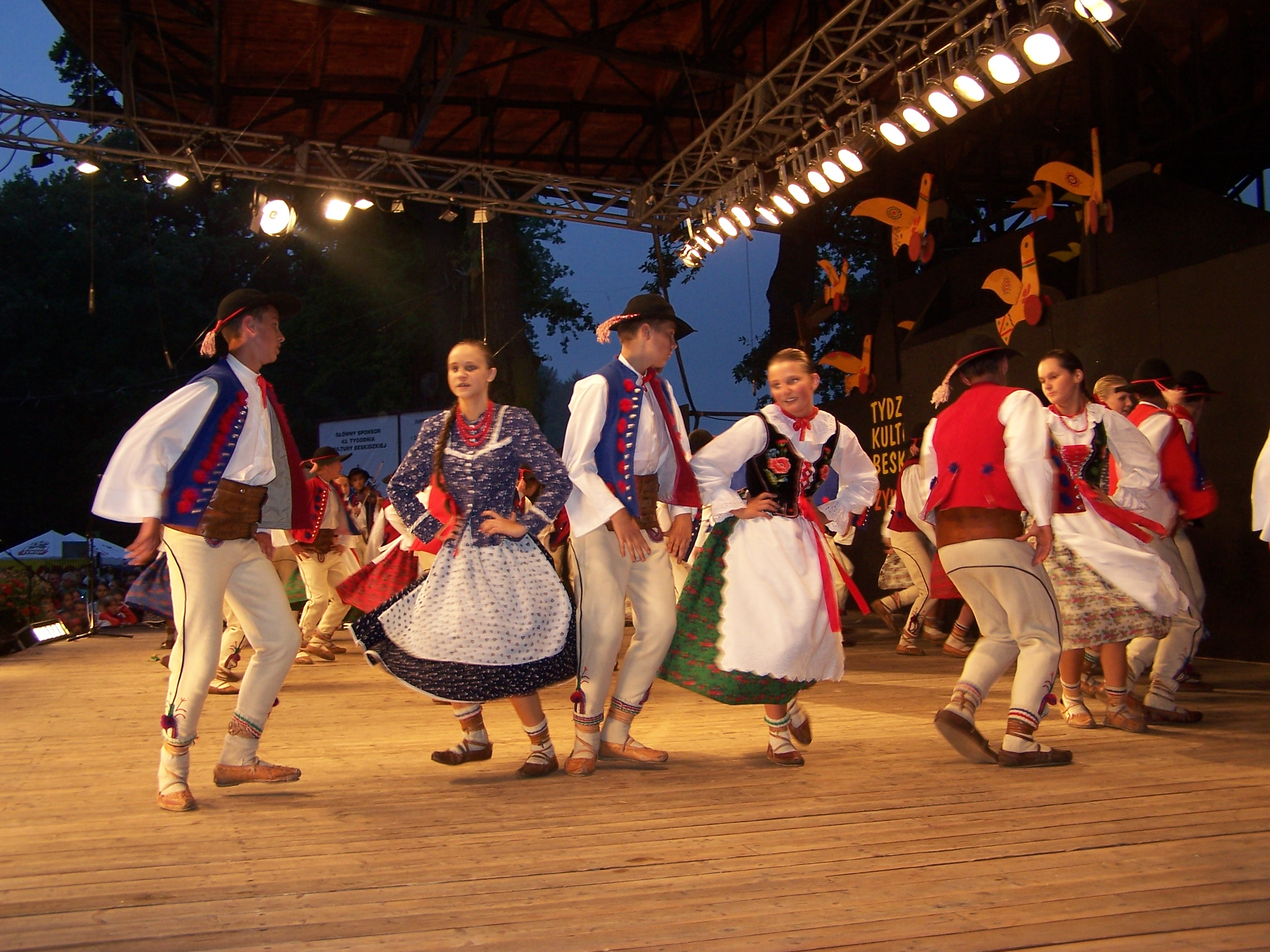
Żywiec
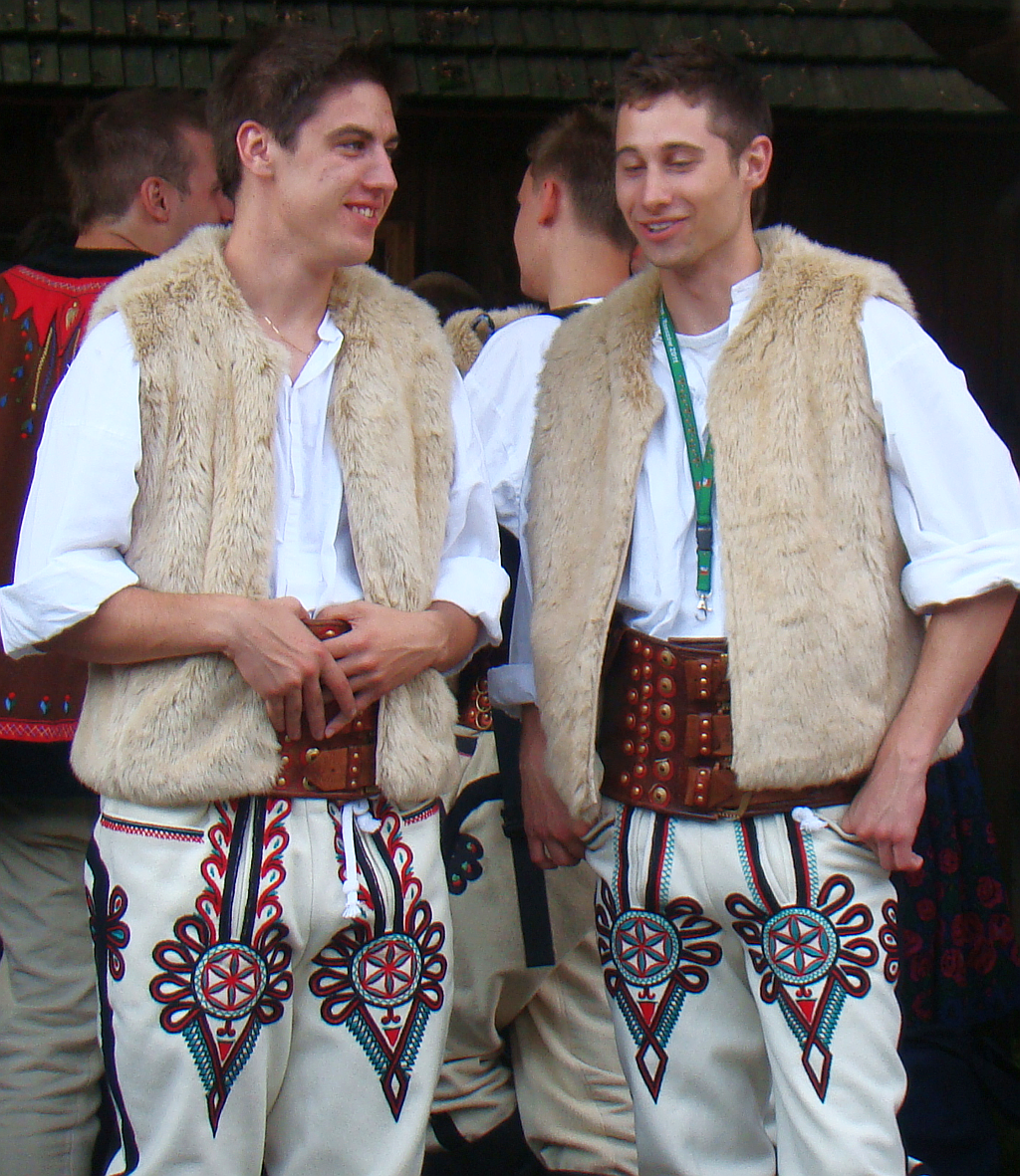
Podhale
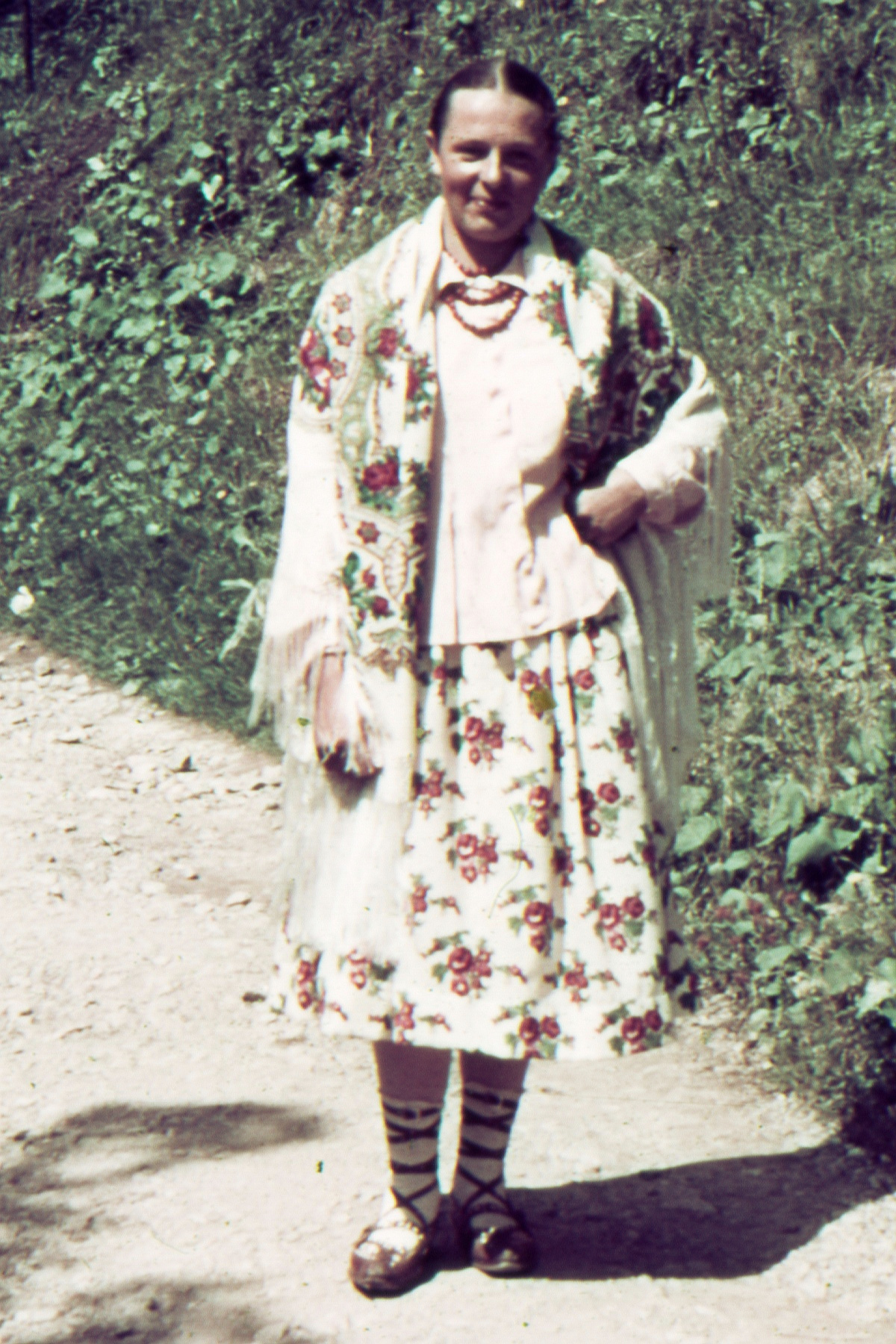
Zakopane (1938)
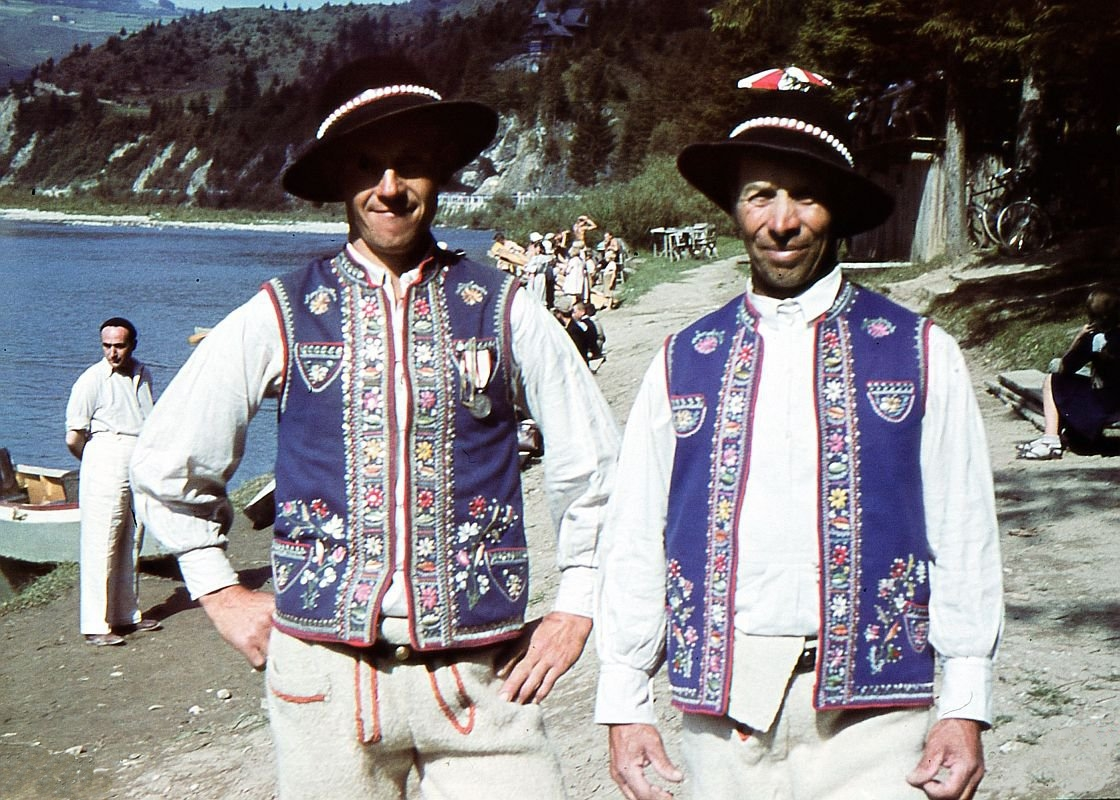
Szczawnica (1939)
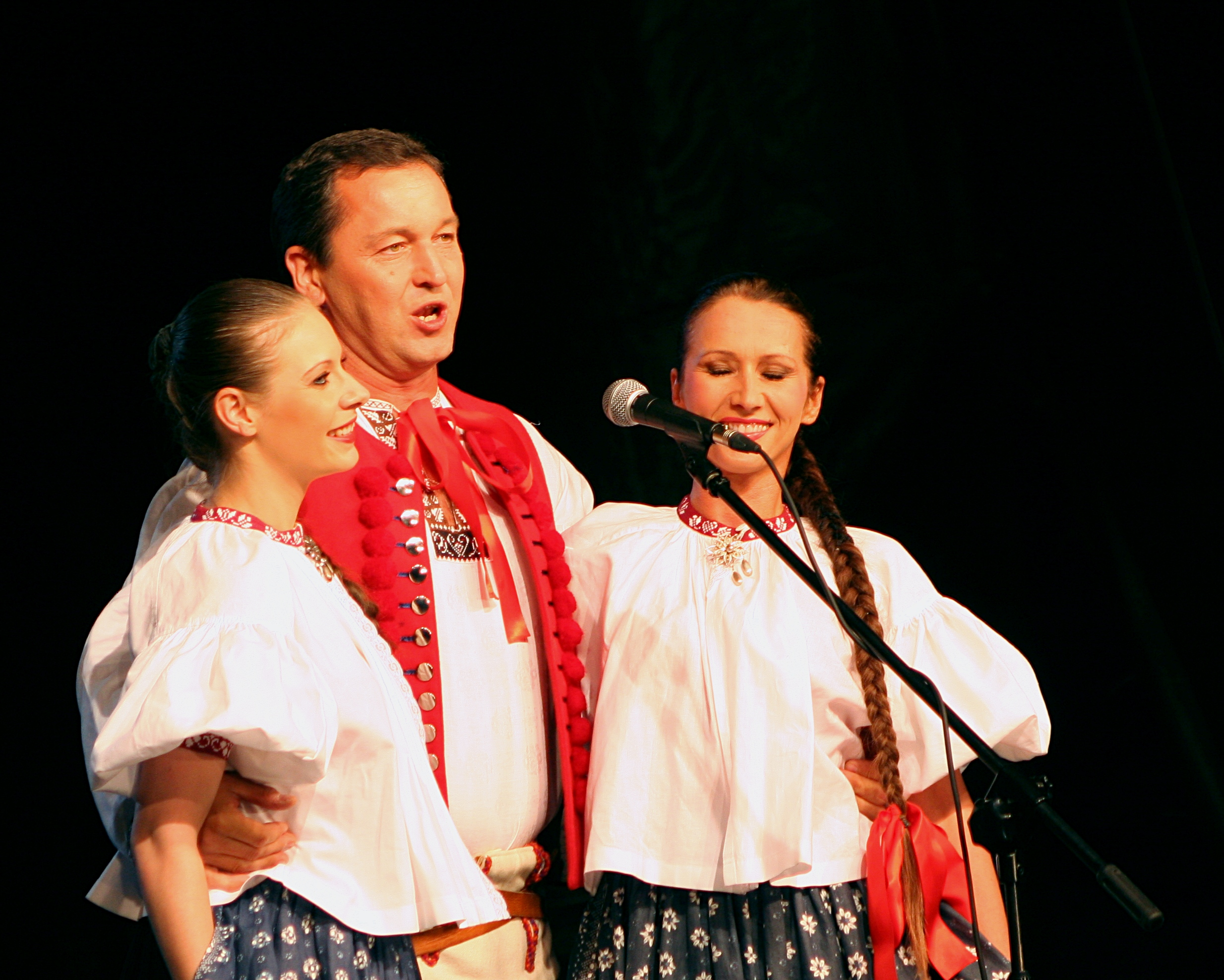
Trang phục Górale ở Cieszyn Silesia
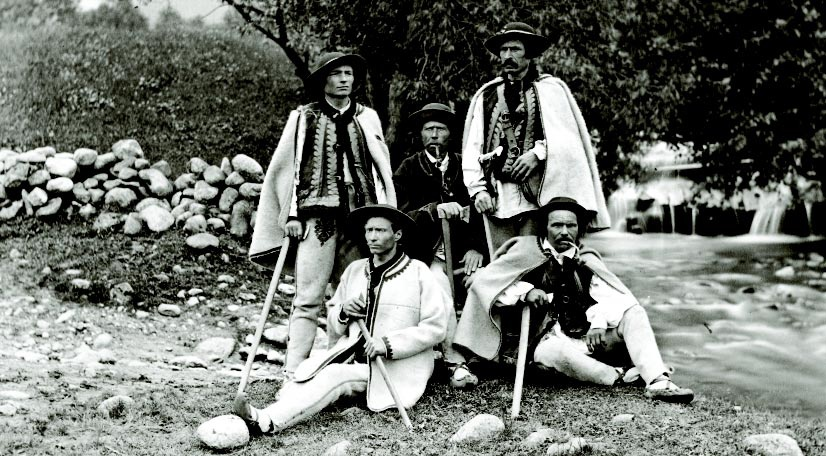
Trang phục Górale ở dãy núi Tatra, ảnh chụp năm 1877
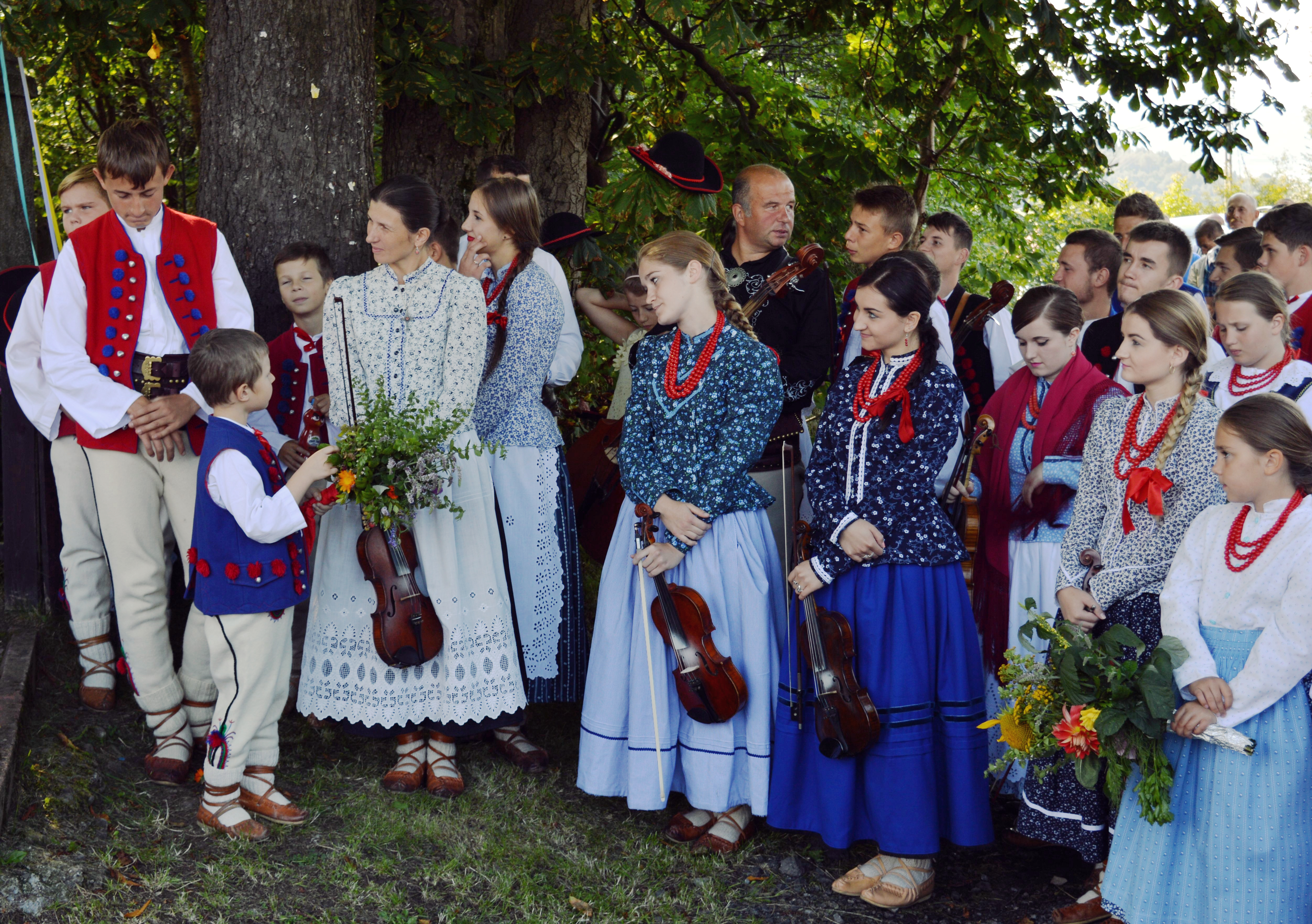
Trang phục Górale Żywiec năm 2016
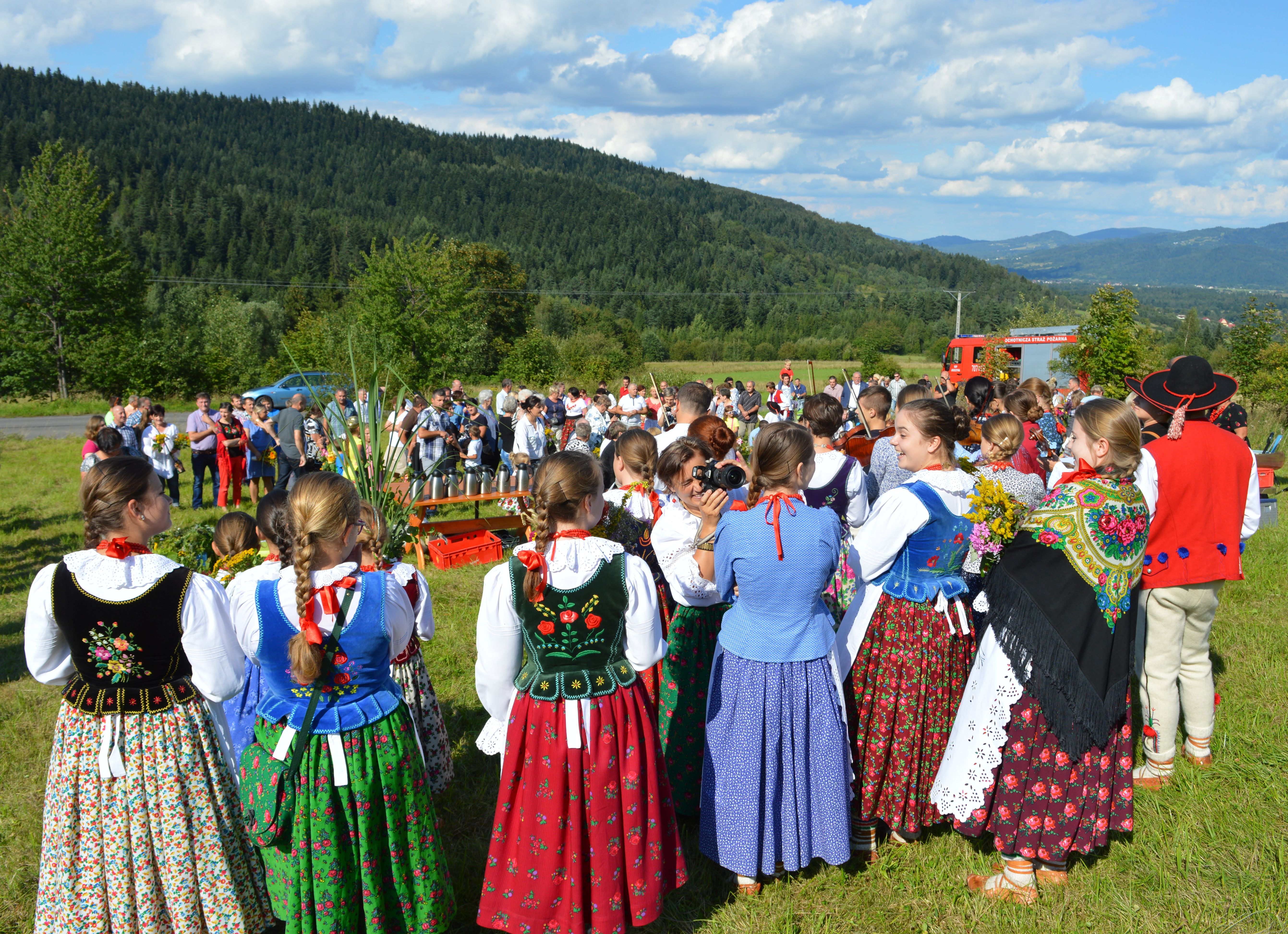
Trang phục truyền thống Górale tại Żywiec
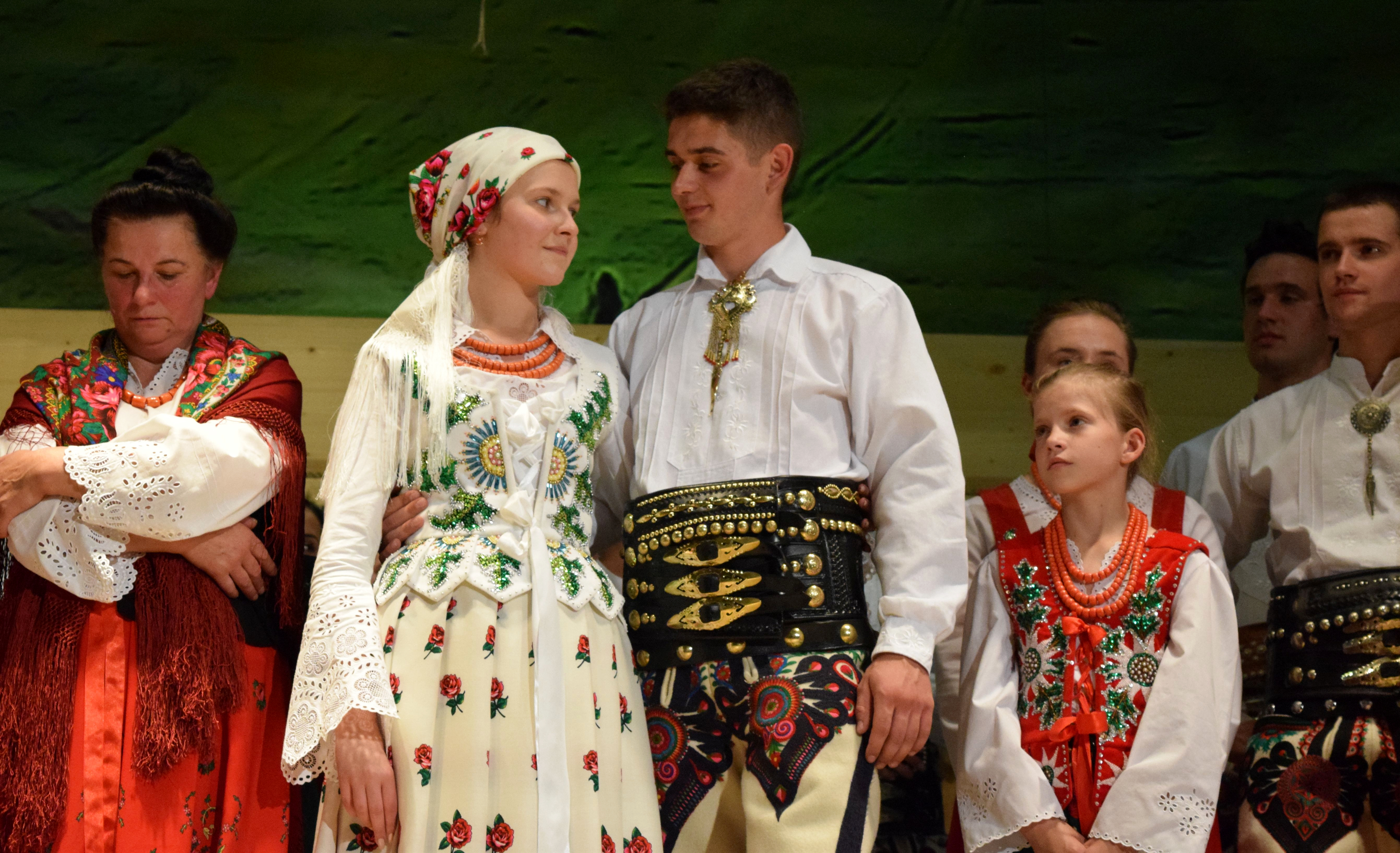
Trang phục truyền thống Górale tại Podhale

### Podkarpacie
- Rzeszów [4]
- Người vùng cao Ba Lan
- Lasowiacy

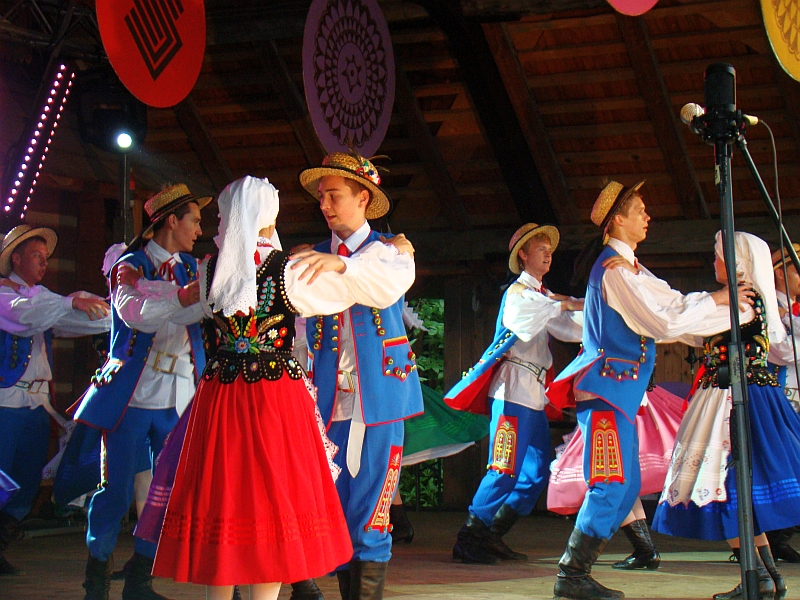
Pogórzanie
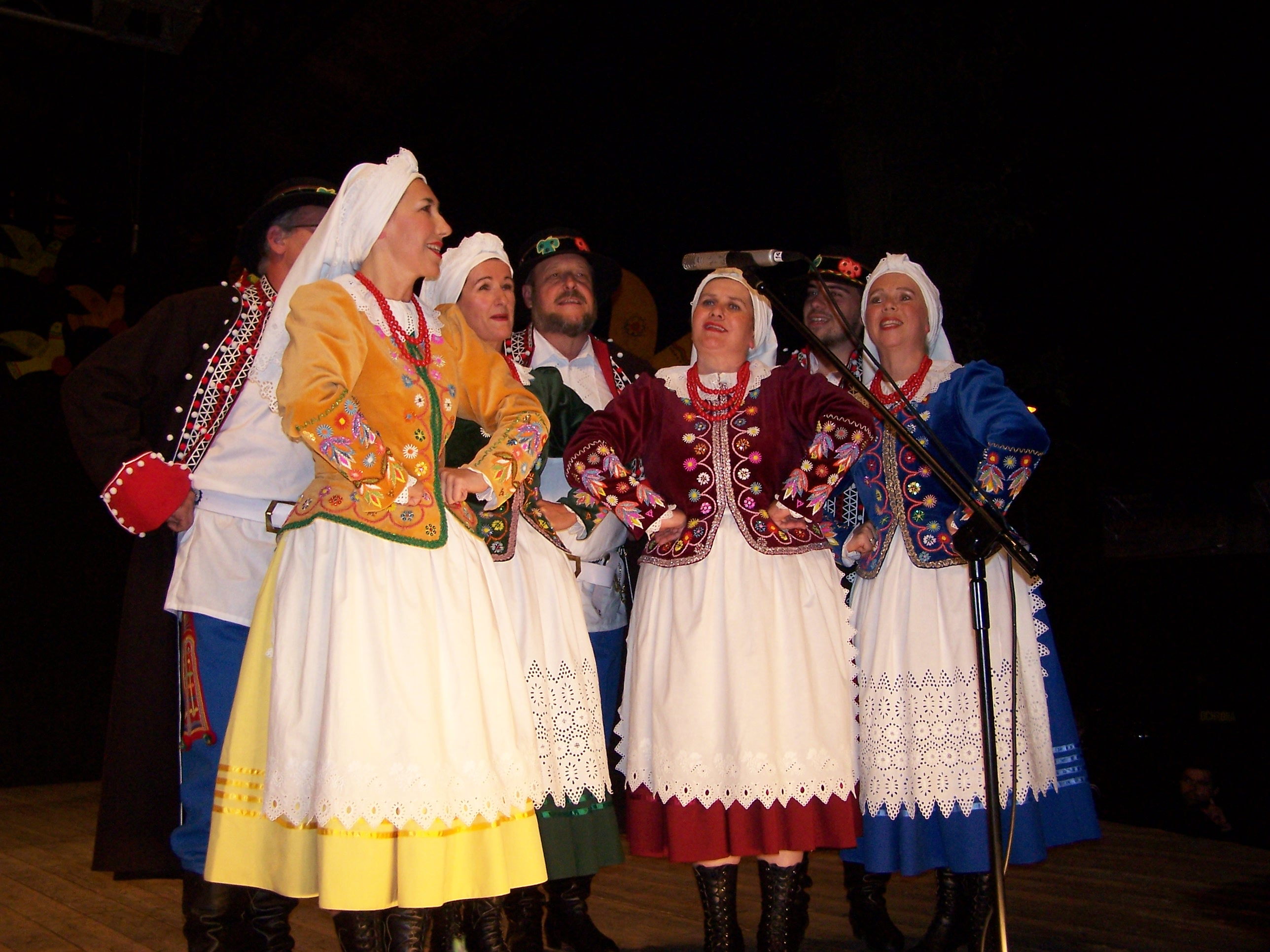
Pogórzanie
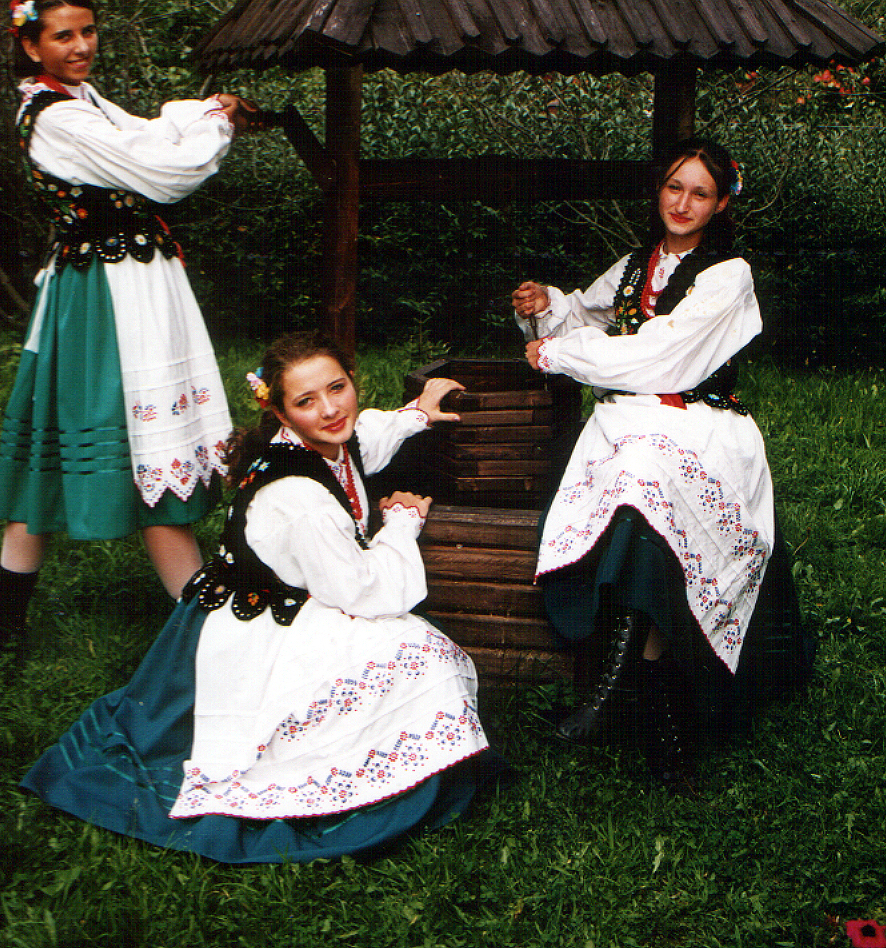
Rzezowiacy
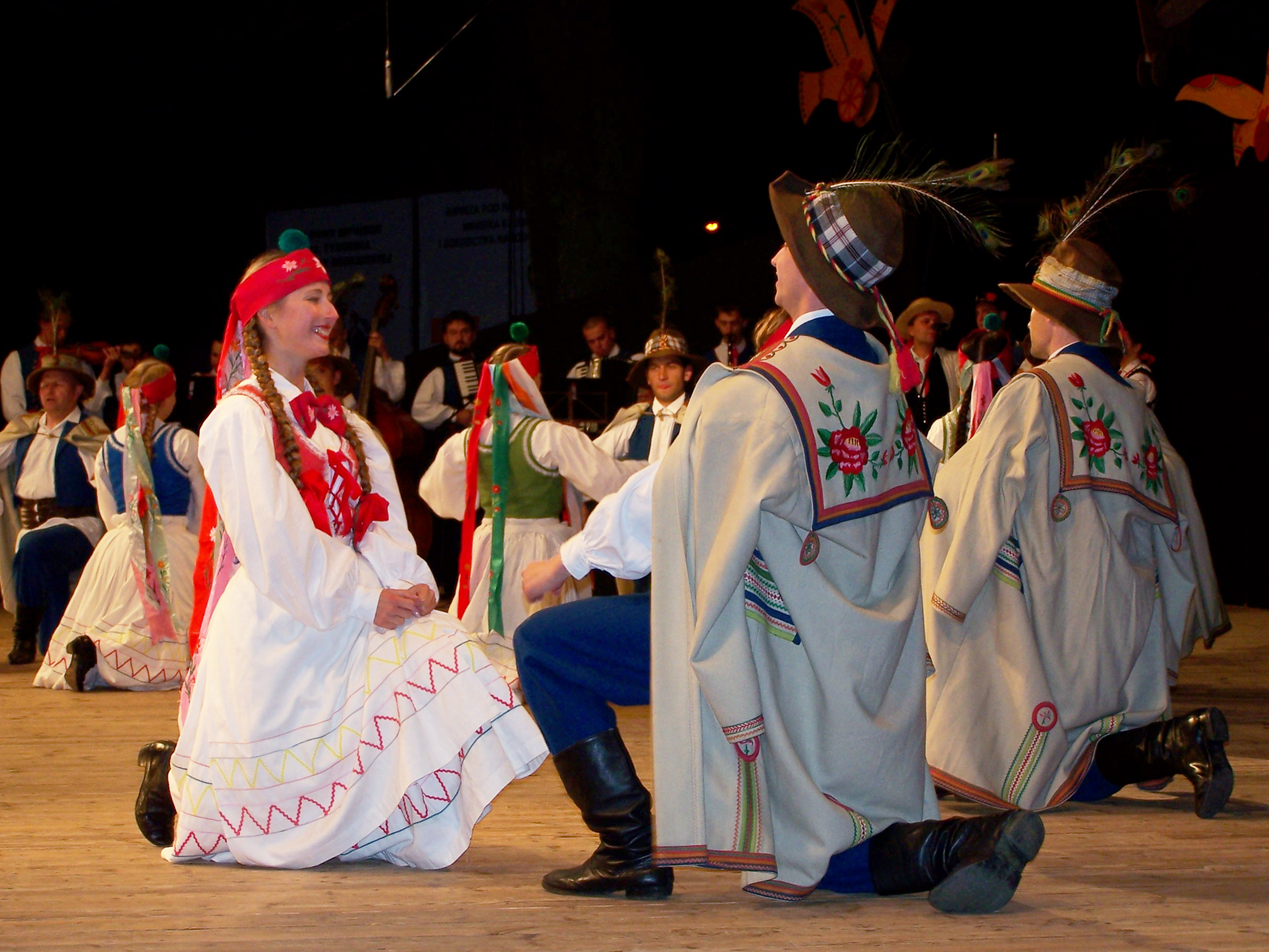
Pogórzanie
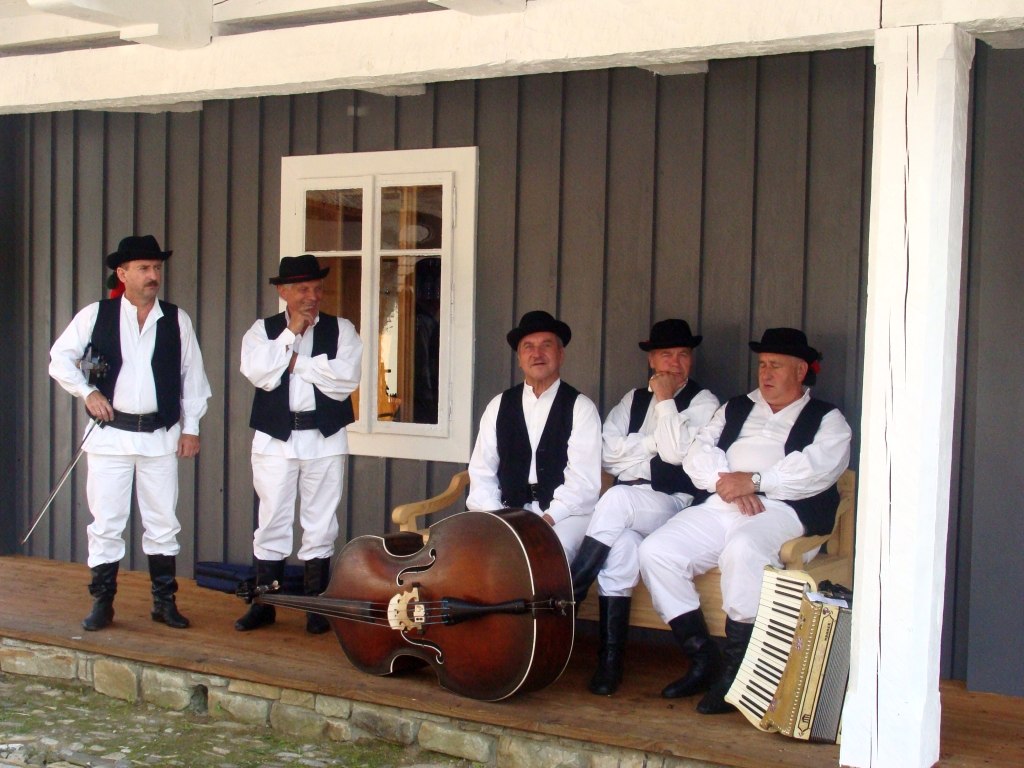
Sanok (Kamraty)
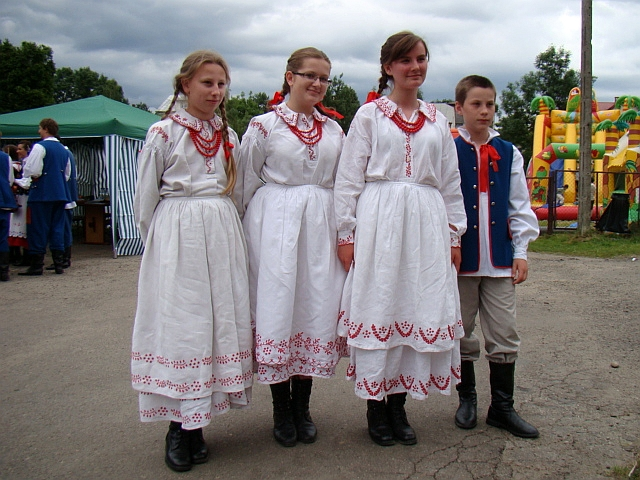
Lasowiacy (Mazurians)
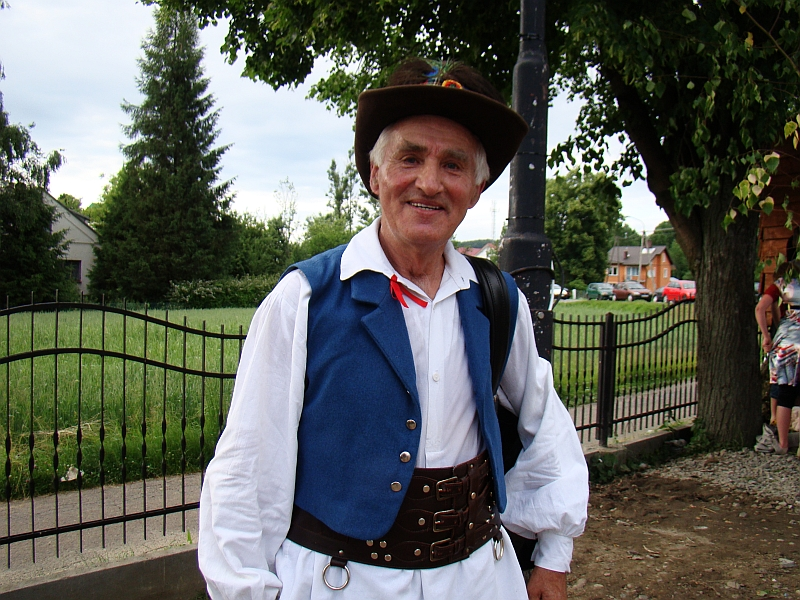
Rymanów (Pogórzanie)
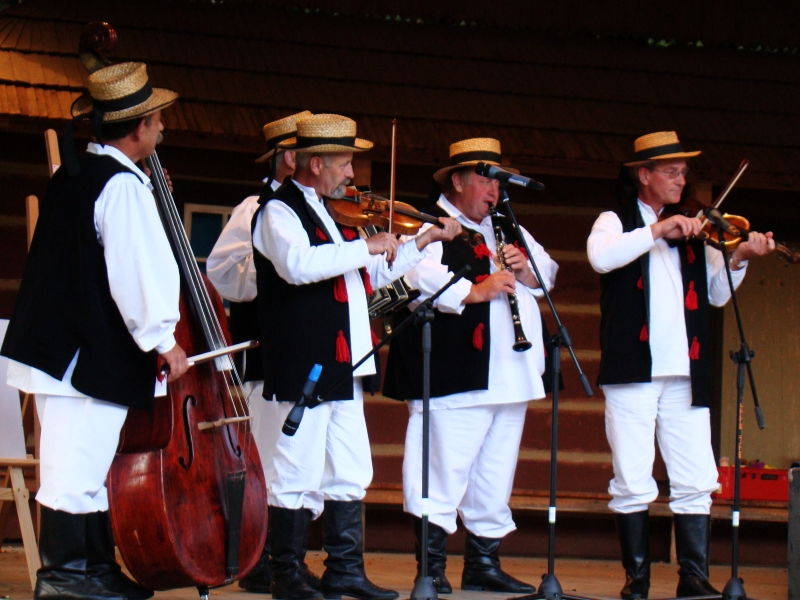
Liszna (Sanok)
Lemkos từ Mokre, Hạt Sanok Lemkos từ Mokre, Hạt Sanok
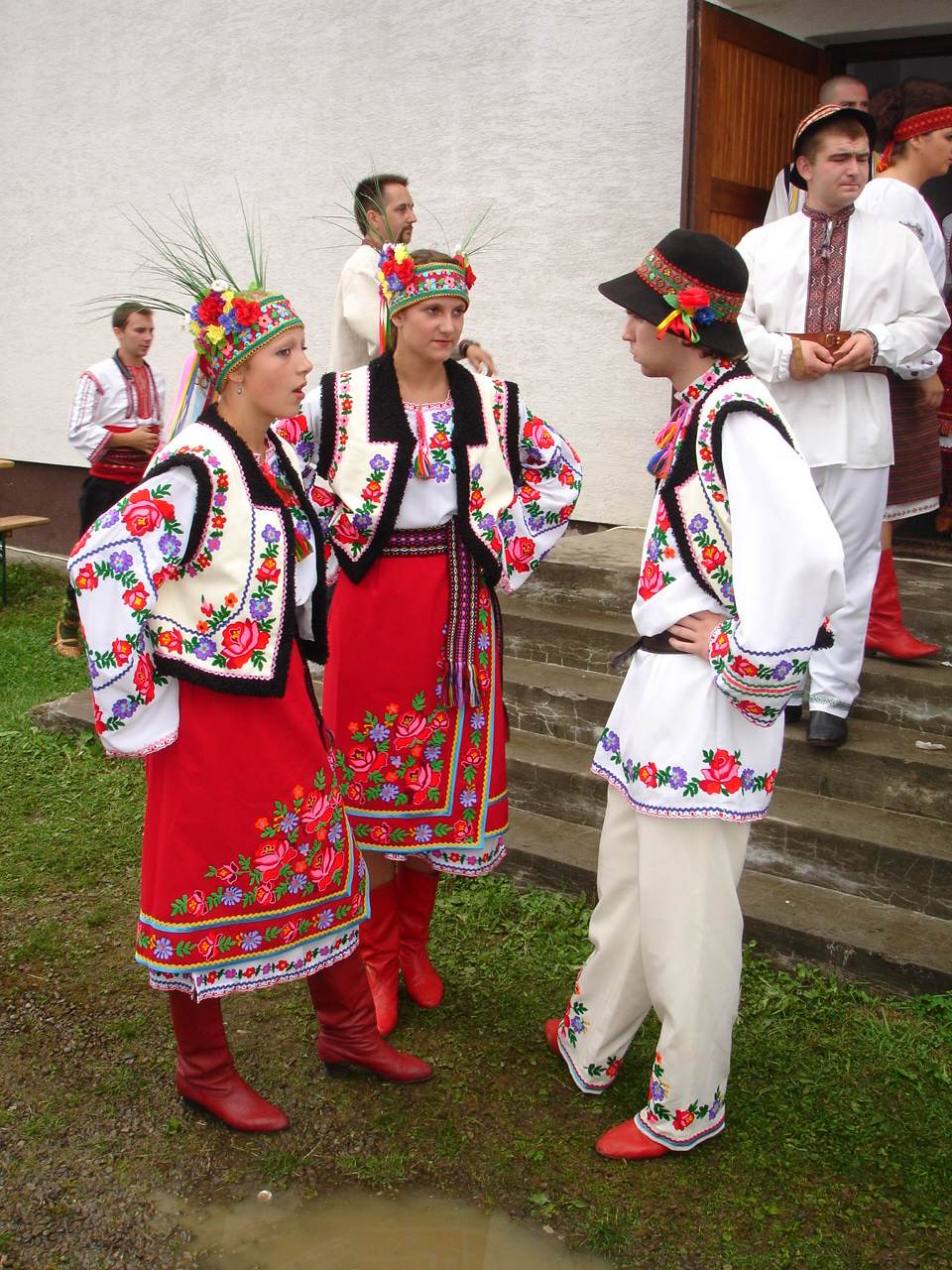
Lemkos từ Przemyśl

### Vùng Lublin
- Vùng Lublin mang bản sắc của trang phục dân gian Krzczonów [5]
- Biłgoraj[6]

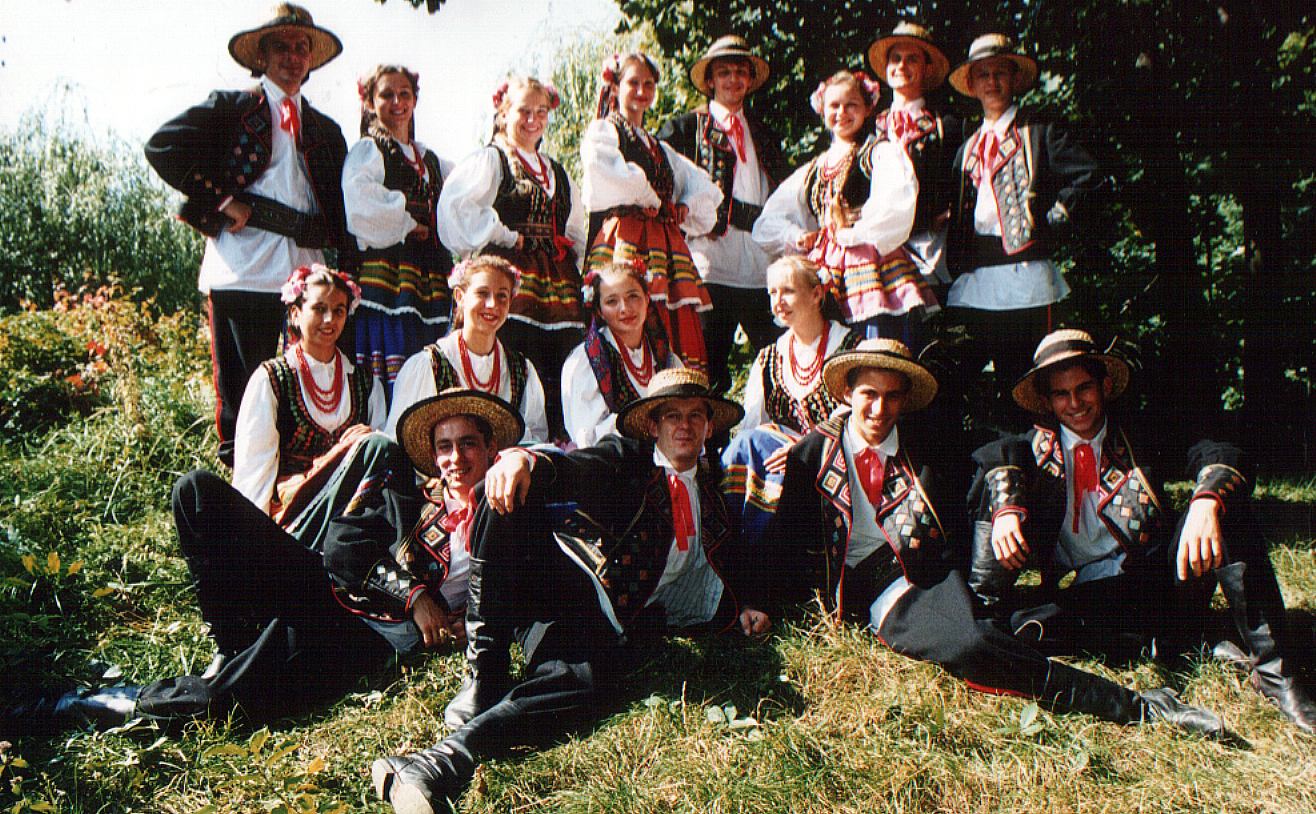
Trang phục vùng Lublin
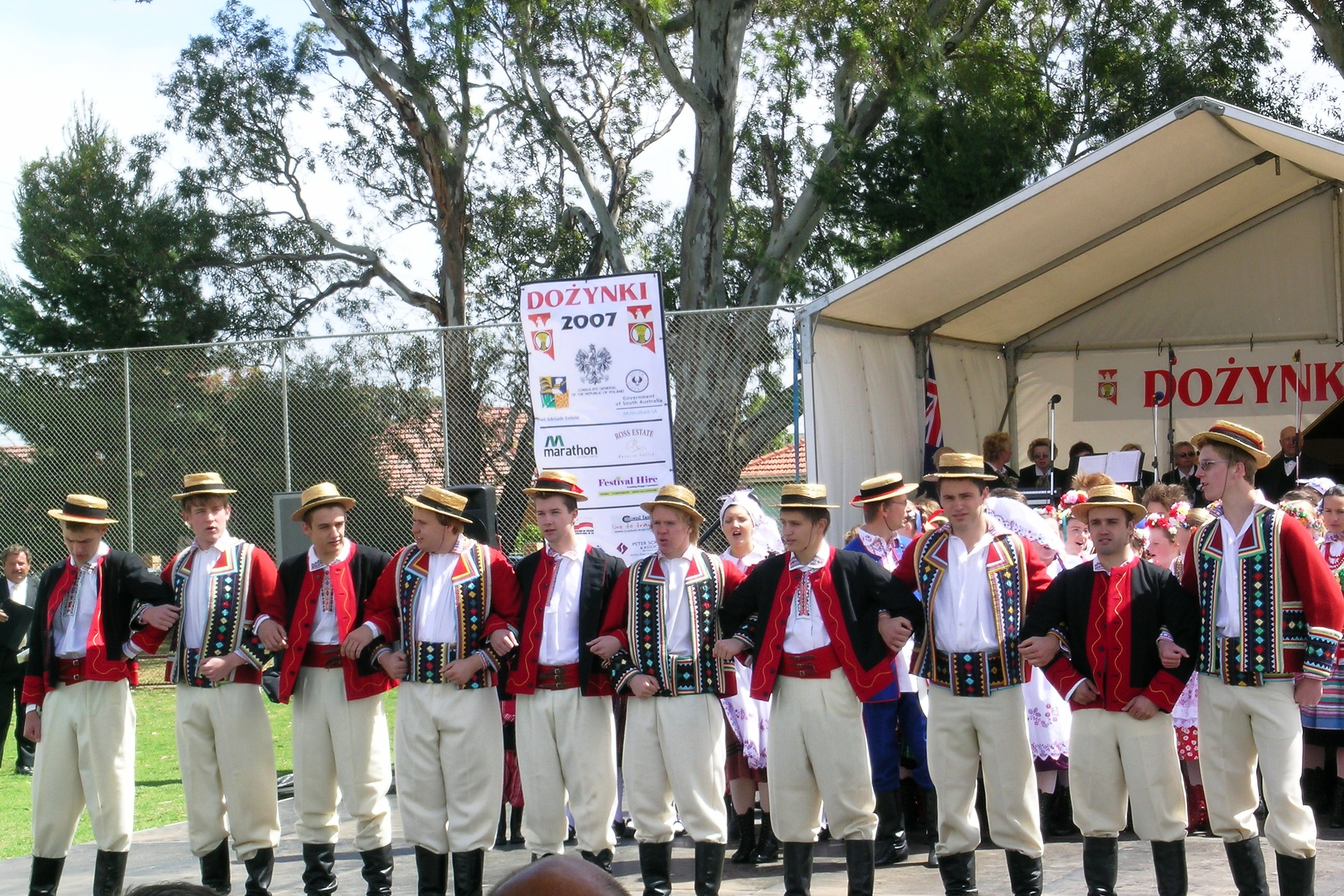
Trang phục vùng Lublin
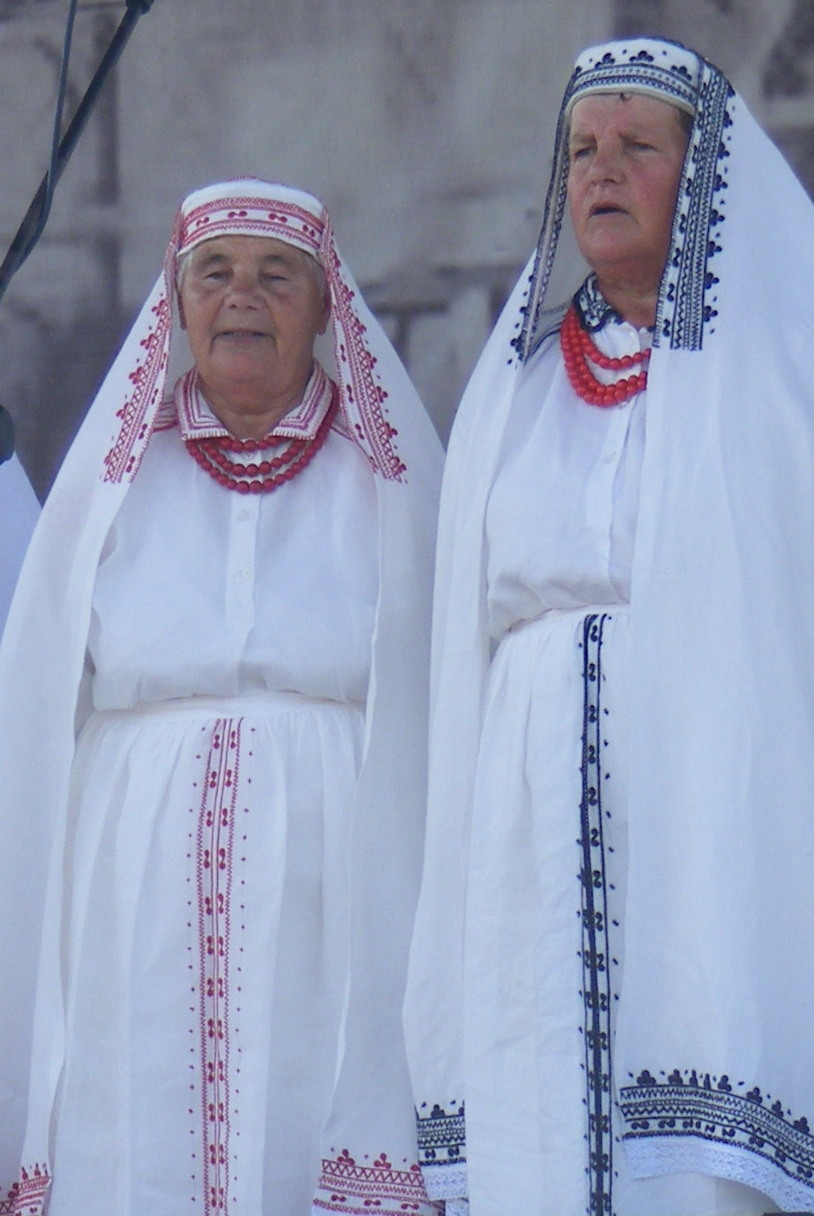
Biłgoraj
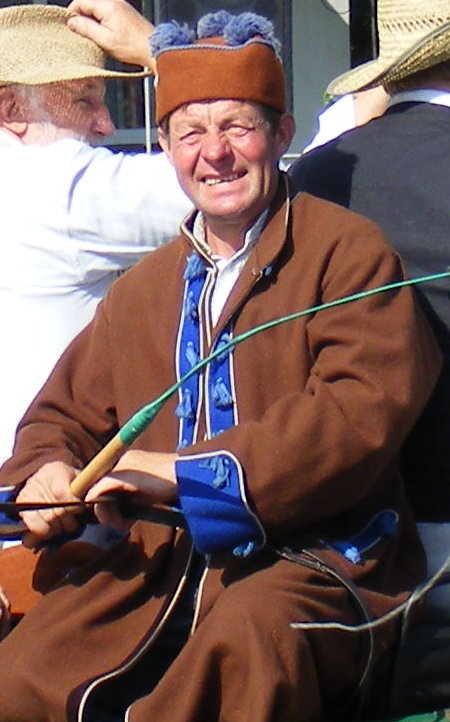
Biłgoraj

## Śląsk
- Bytom / Piekary Śląskie ở Thượng Śląsk [7]

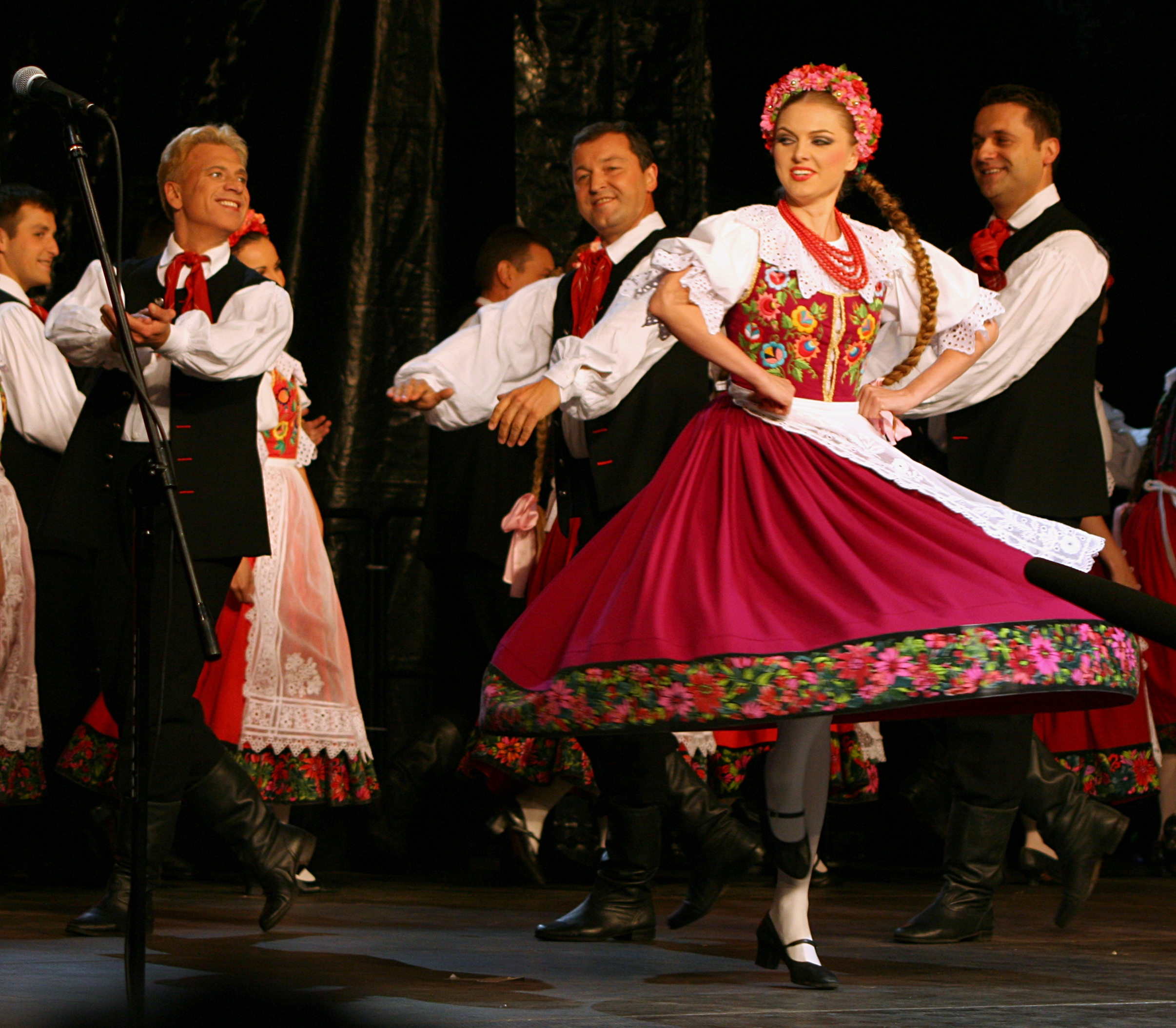
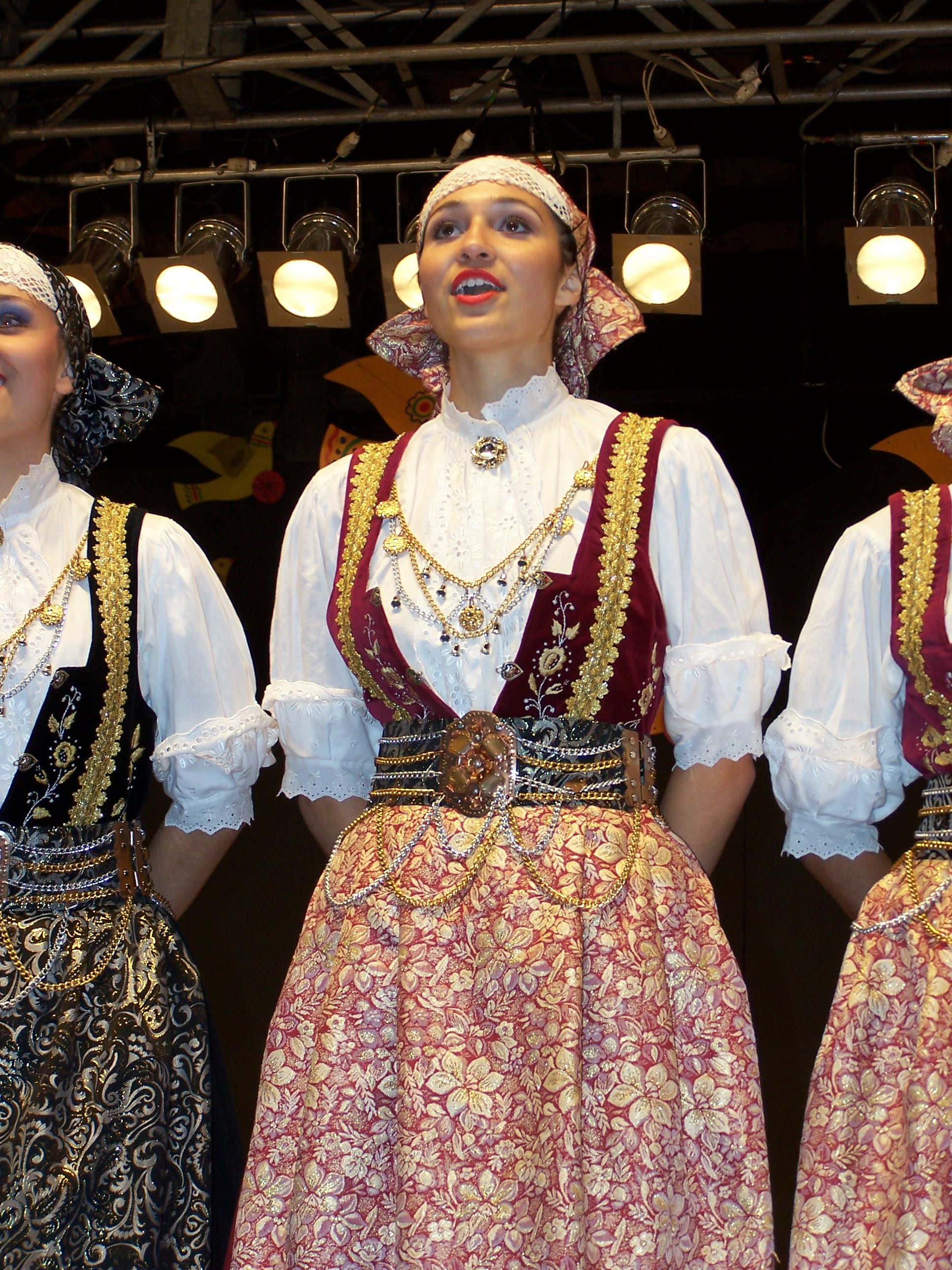
Těšínské Slezsko
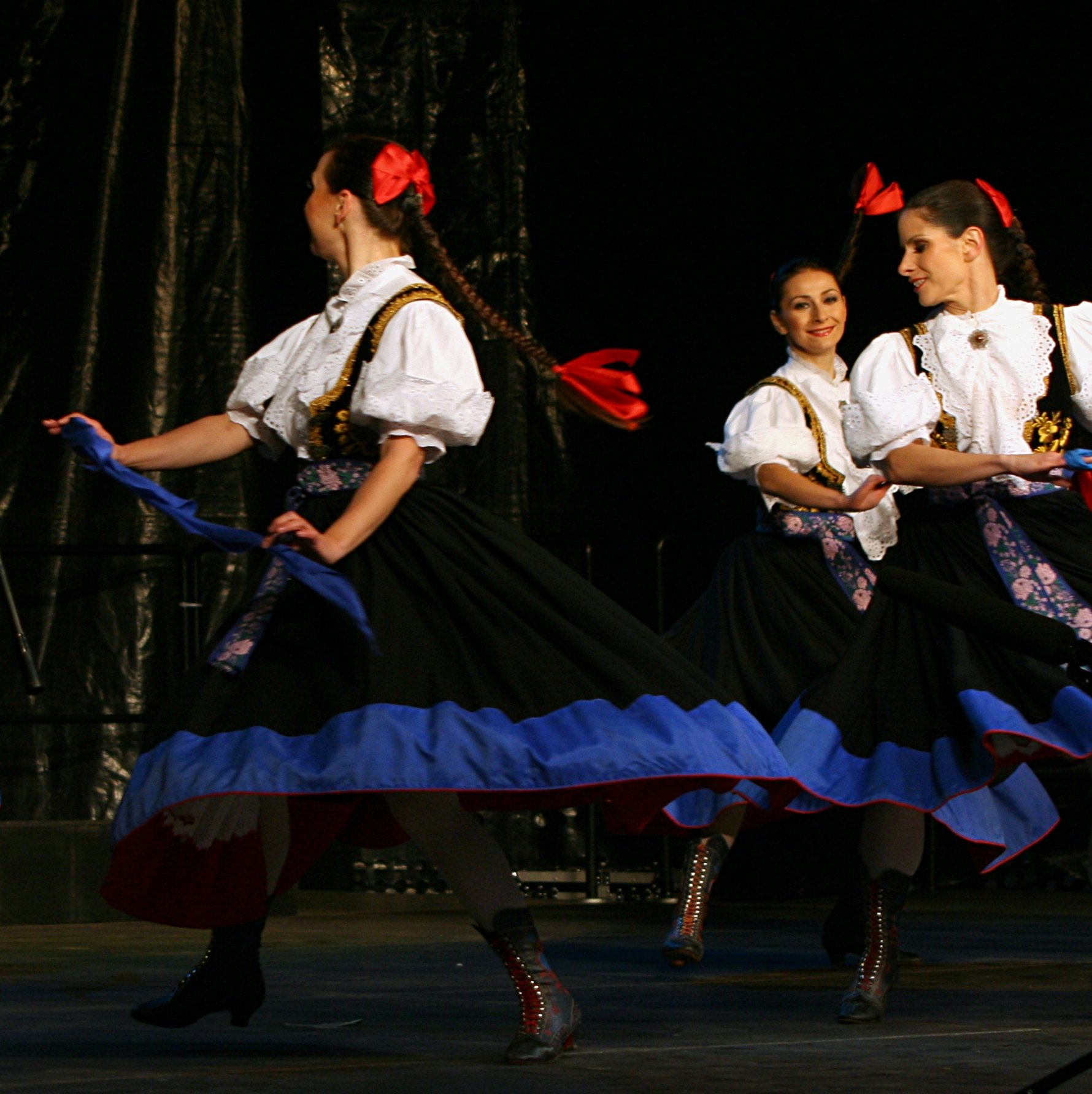
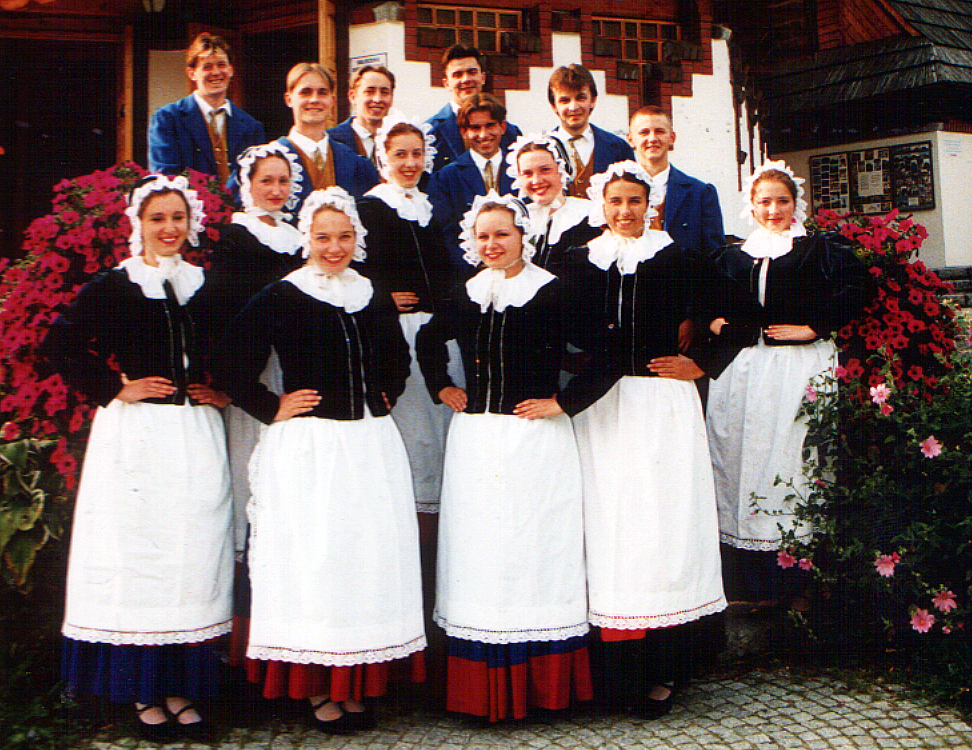
Hạ Śląsk
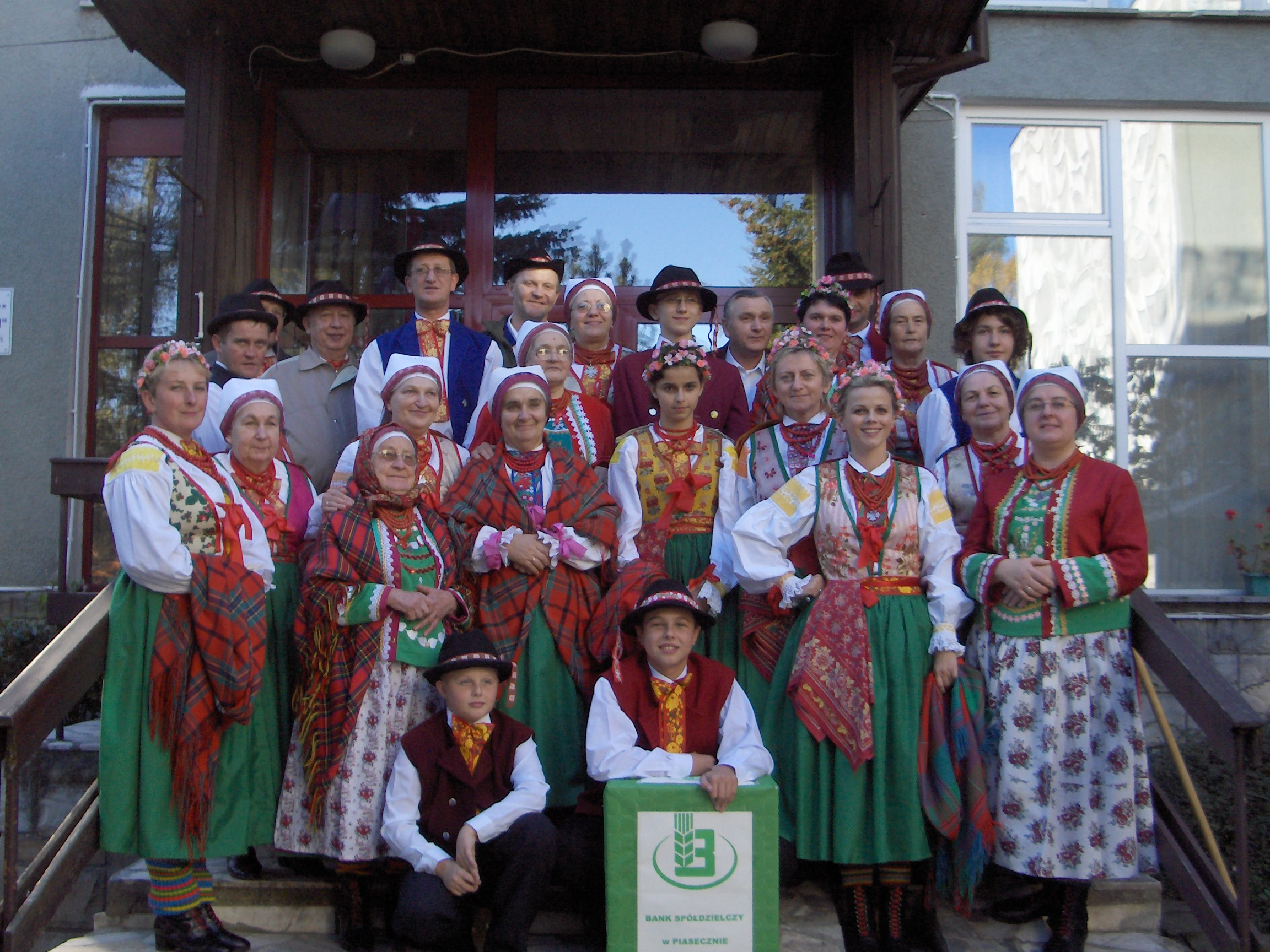
Wilamowice

- Těšínské Slezsko
- Hạ Śląsk
- Wilamowice

## Pomorze, Kujawy, Warmia
- Trang phục Kashubia xuất hiện ở Kashubia (phía bắc vùng trung tâm Ba Lan).[8]
- Kujawy[9]
- Pyrzyce[10]
- Warmia[11]

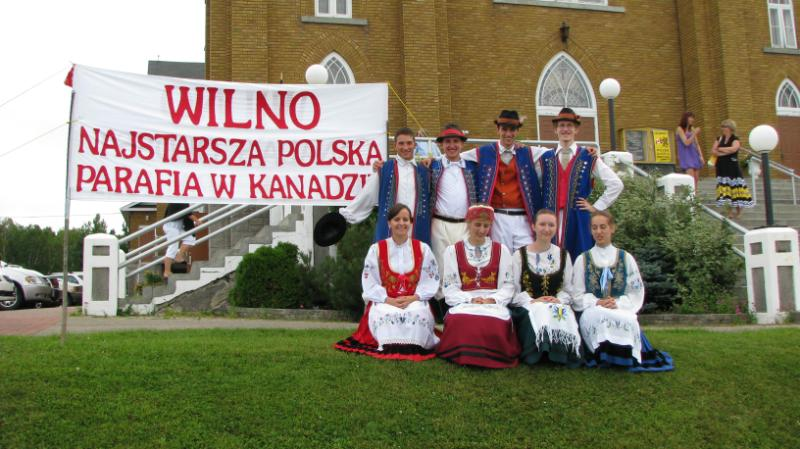
Kashubia
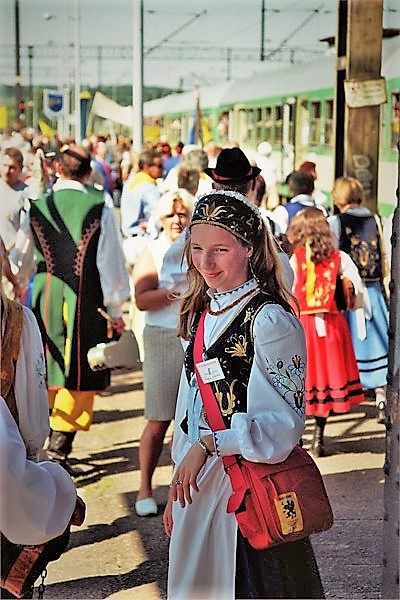
Kashubia
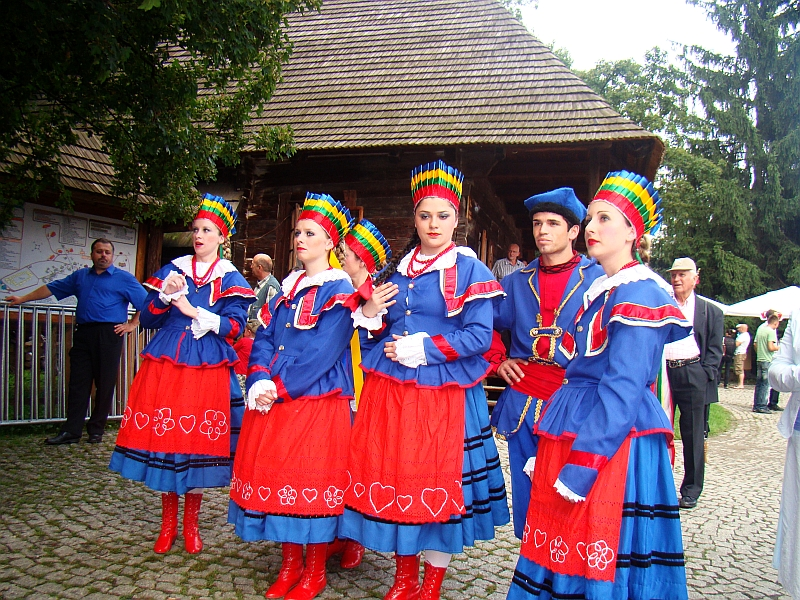
Kujawy

## Mazowsze và vùng trung tâm Ba Lan
Các trang phục truyền thống khác nhau phân bố rải rác ở Mazowsze:
- Łowicz[1][12][13][14][15]
- Wilanów
- Opoczno[16]
- Sieradz[17]

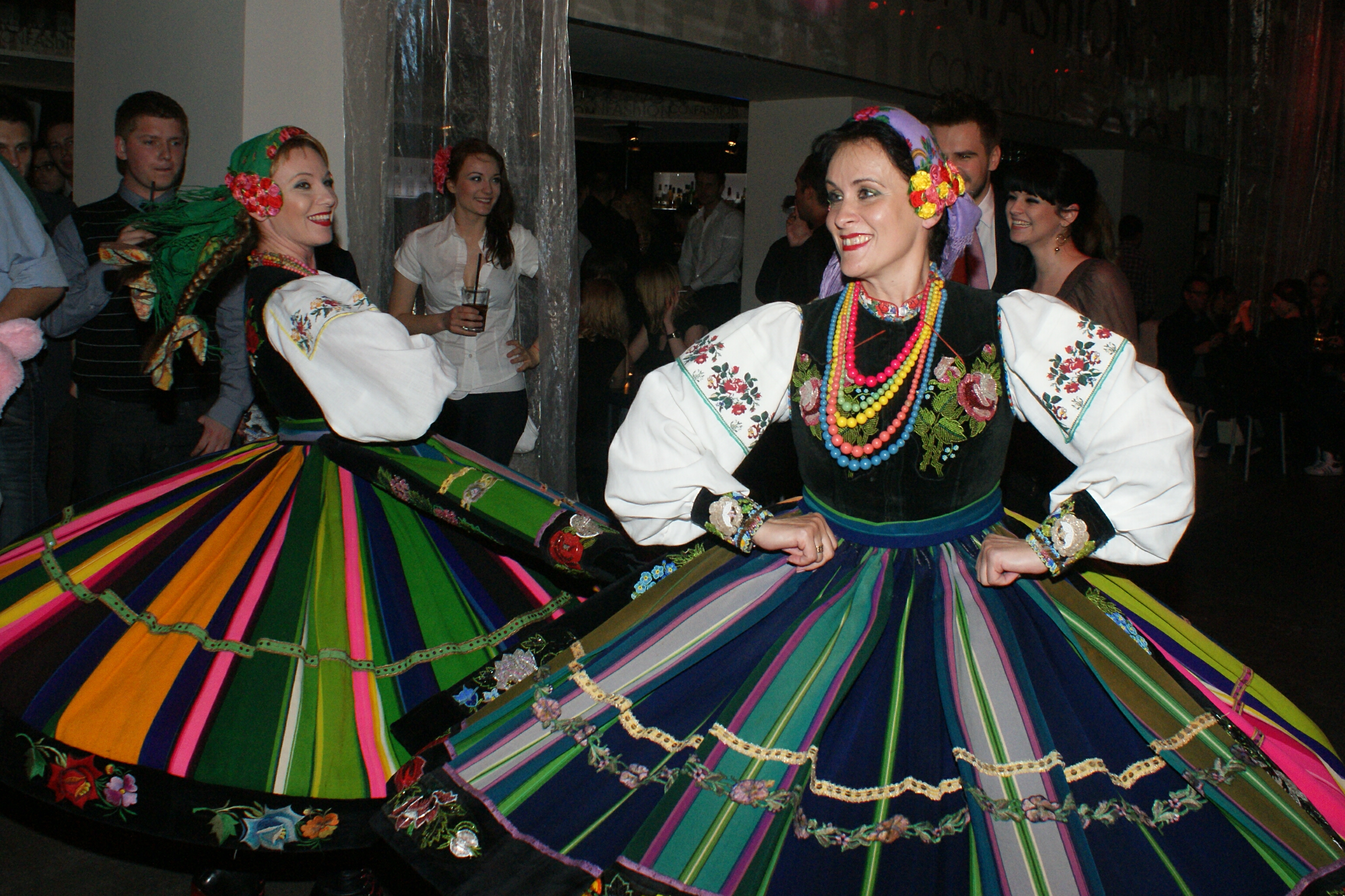
Łowicz
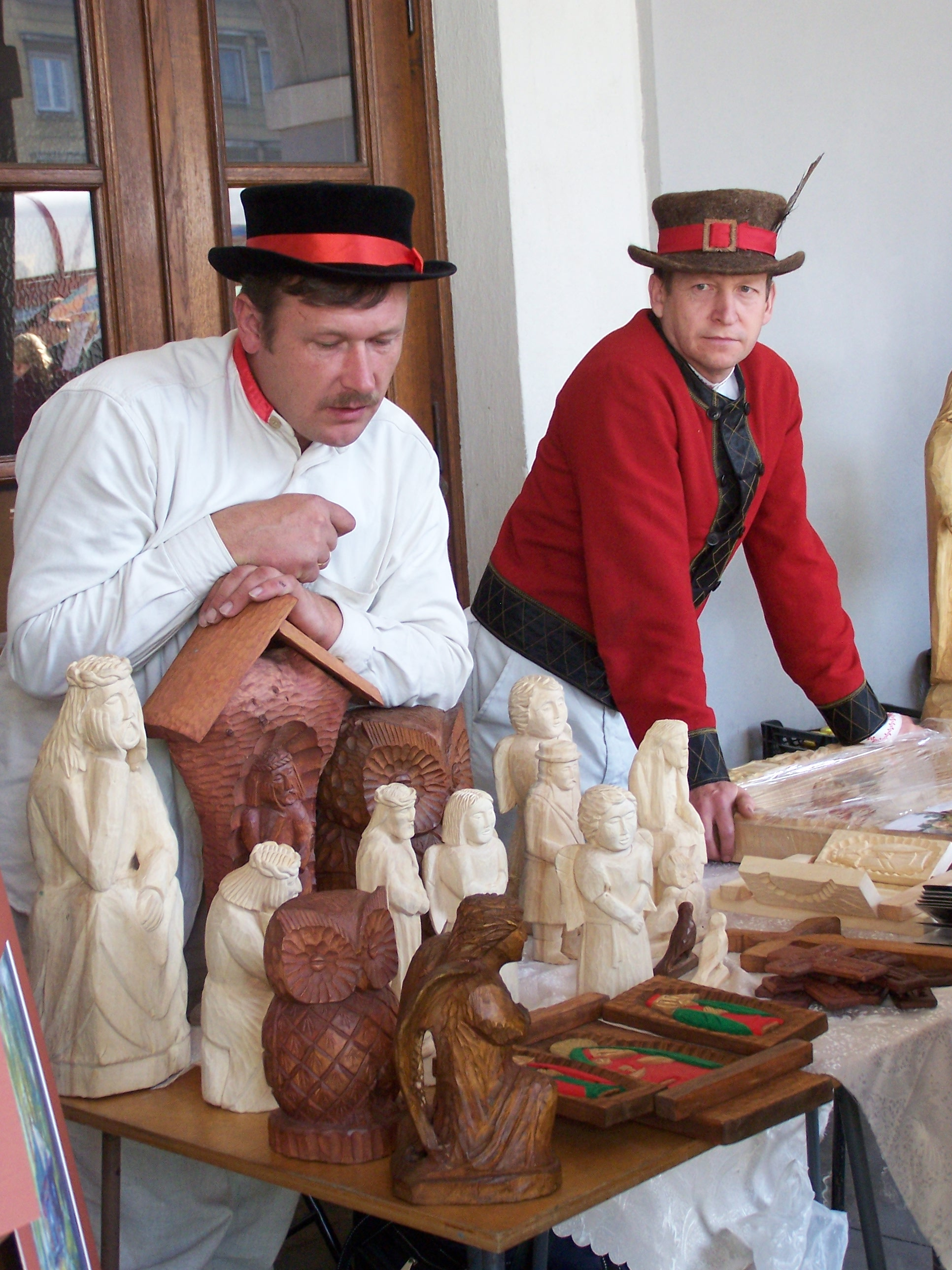
Kurpie
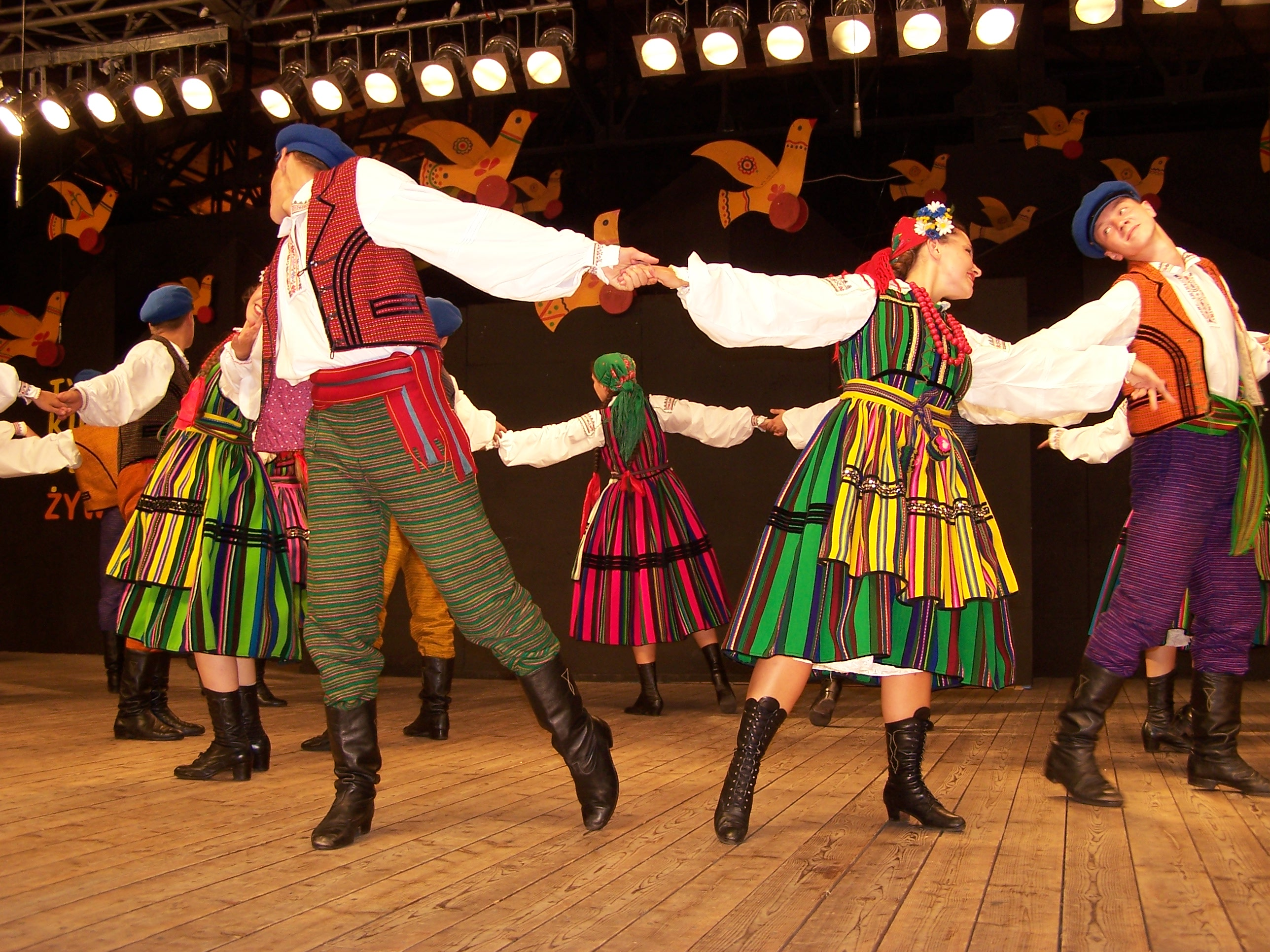
Opoczno
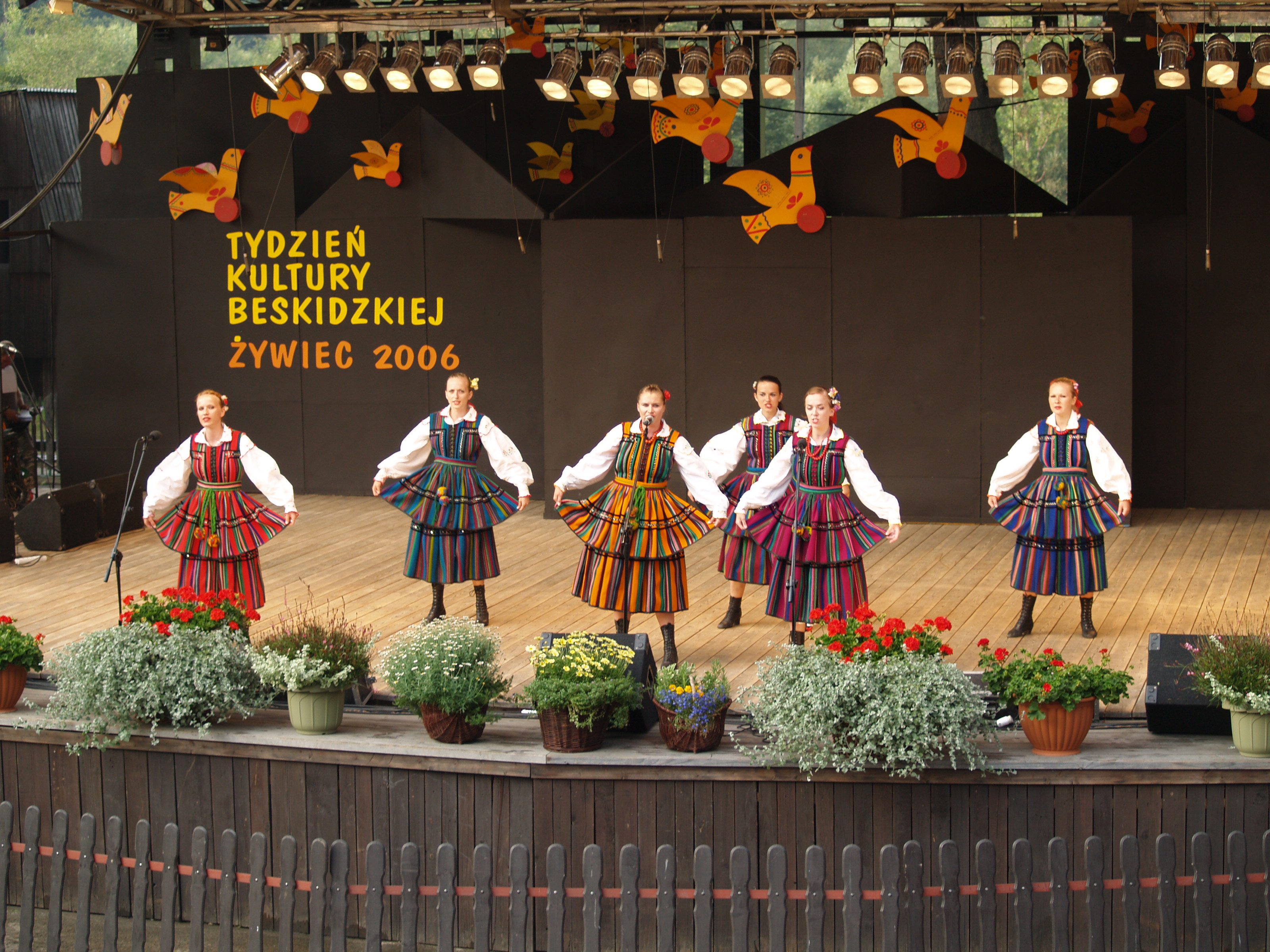
Miền trung
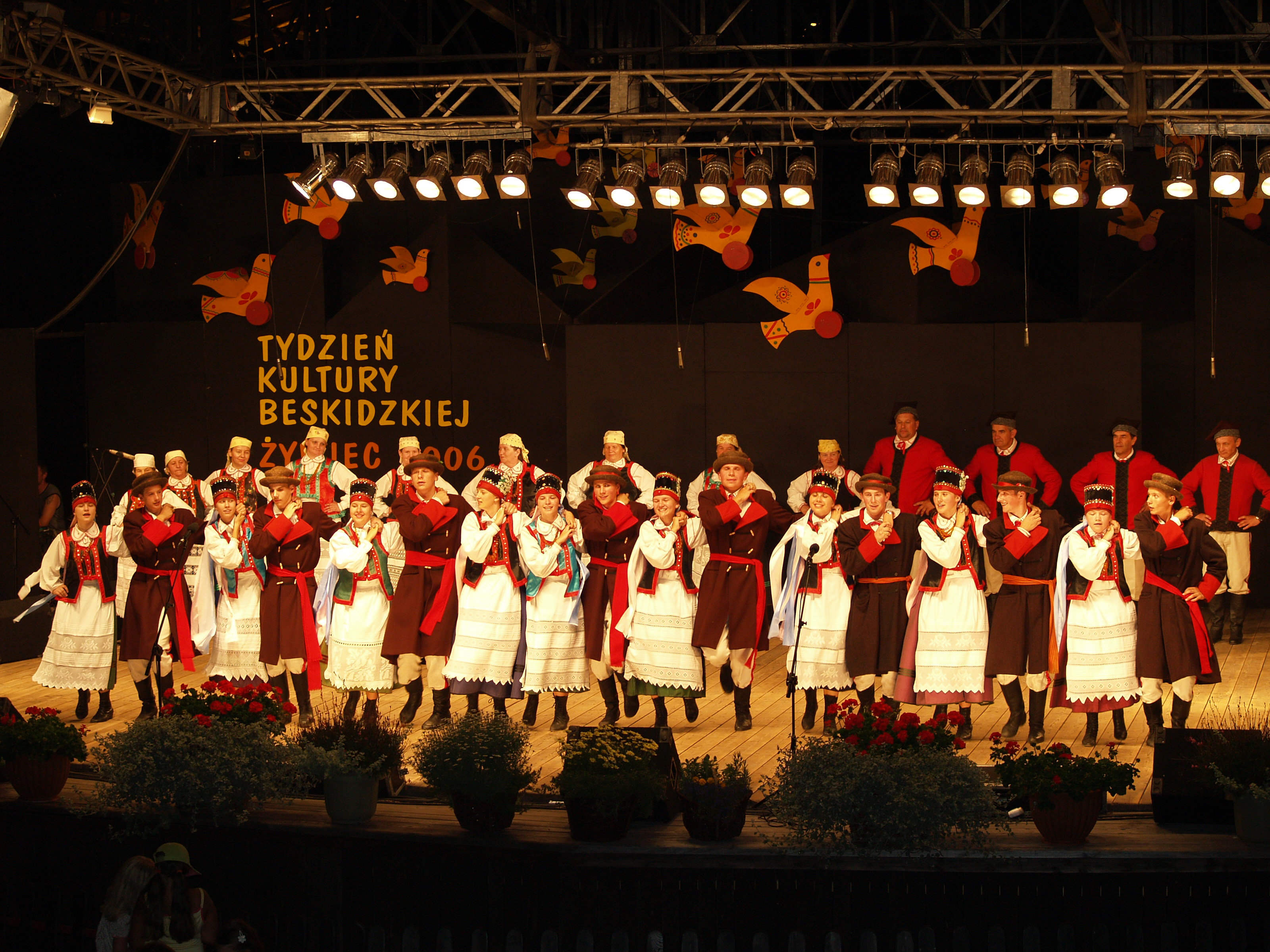
Kurpie
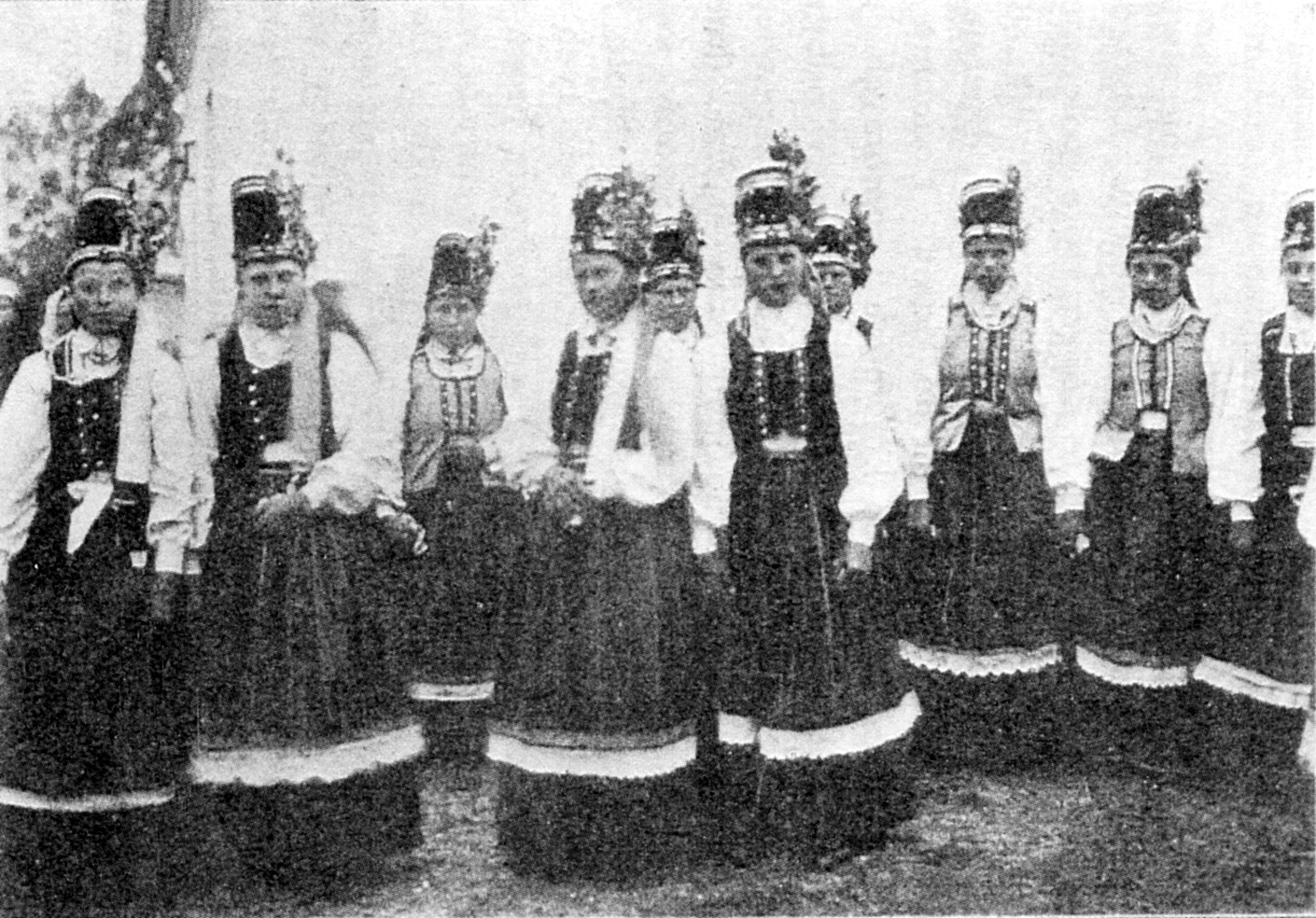
Rừng xanh Kurpie năm 1913

## Podlaskie

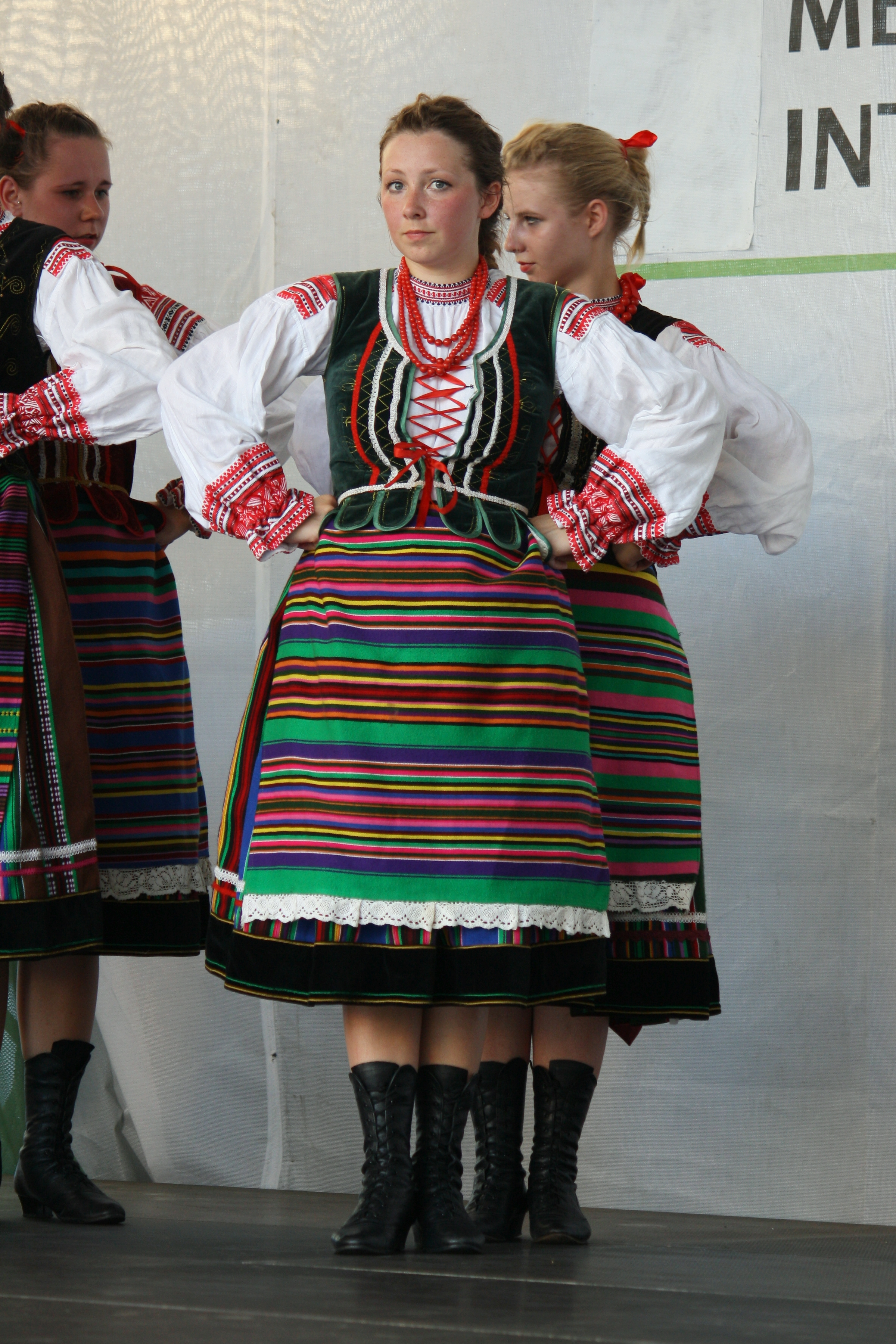
Podlasie
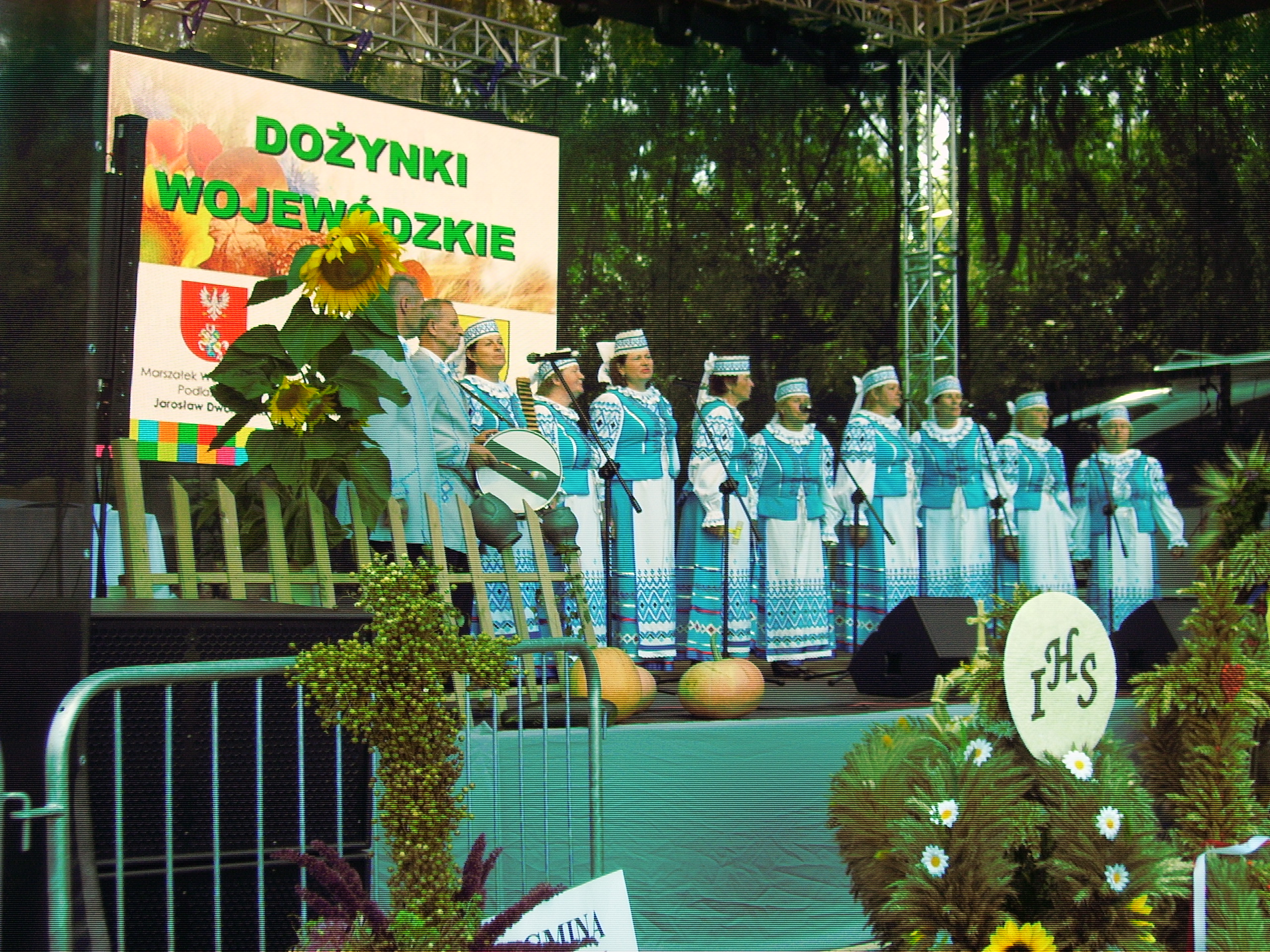
Lewkowo Stare

- Podlasie
- Lewkowo Stare

## Wielkopolska
- Bambrzy[18]
- Szamotuly[18]
- Biskupianski[18]

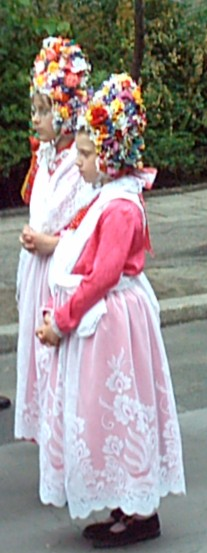
Trang phục Bambrzy. Cô gái trong ảnh đeo mũ, trang phục của phụ nữ chưa kết hôn
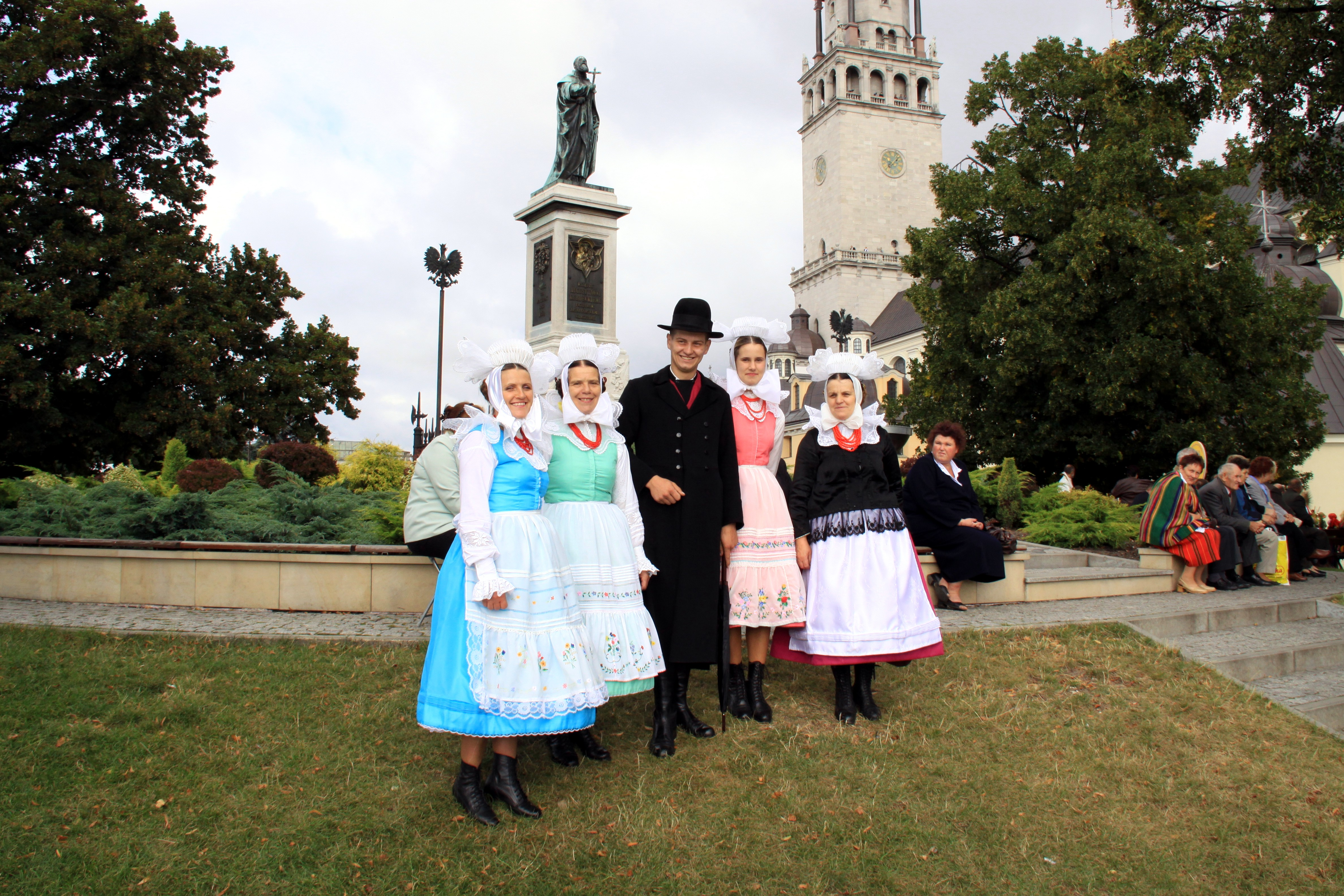
Trang phục Krobia, phụ nữ đã kết hôn

## Tầng lớp thượng lưu
Szlachta là giai cấp quý tộc Ba Lan và họ có trang phục riêng, chẳng hạn như kontusz, pas kontuszowy (sash) và áo żupan màu đỏ thẫm. 

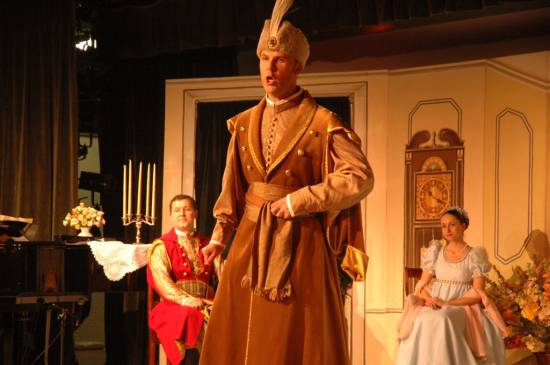
Quý tộc
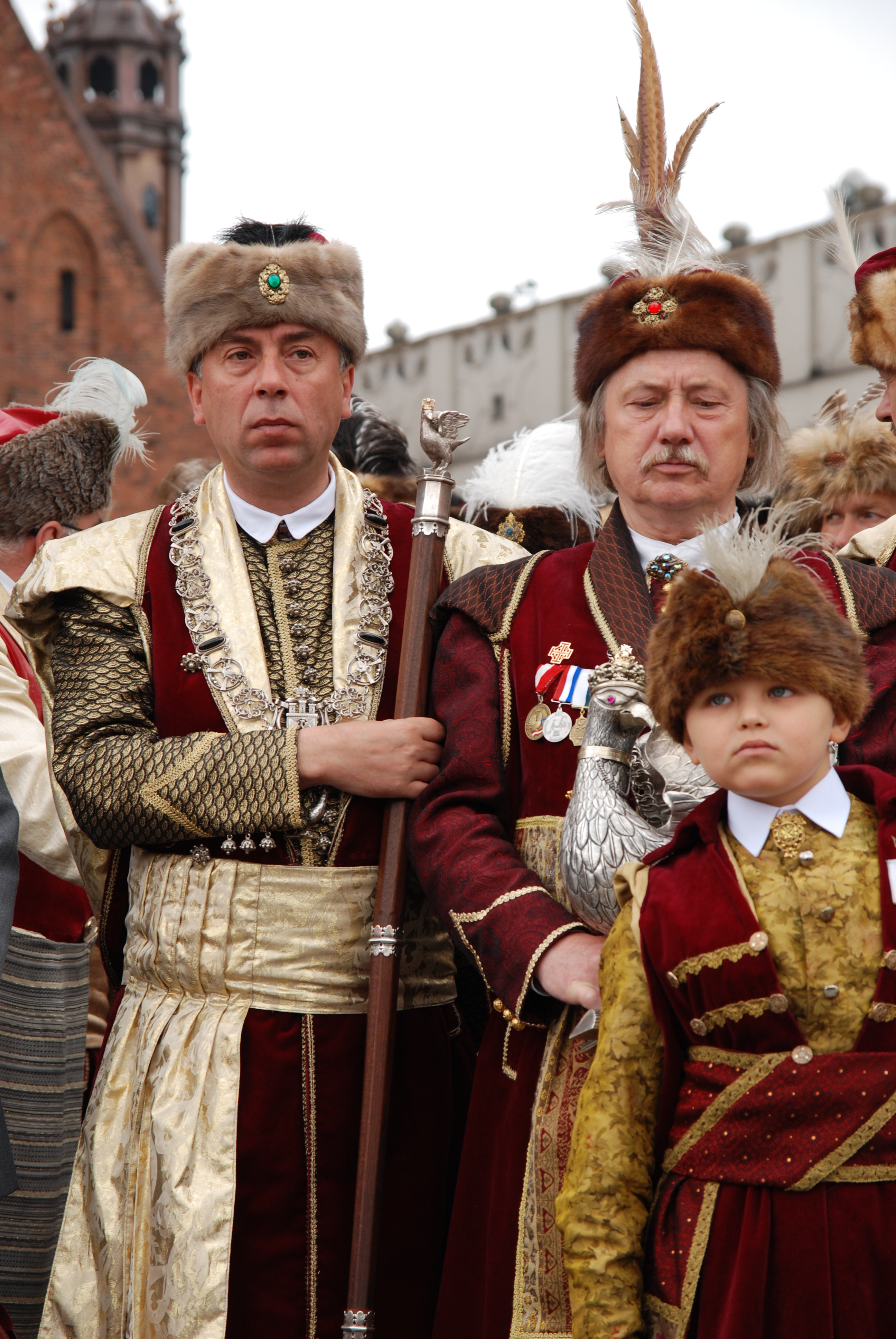
Bractwo Kurkowe (Kraków)
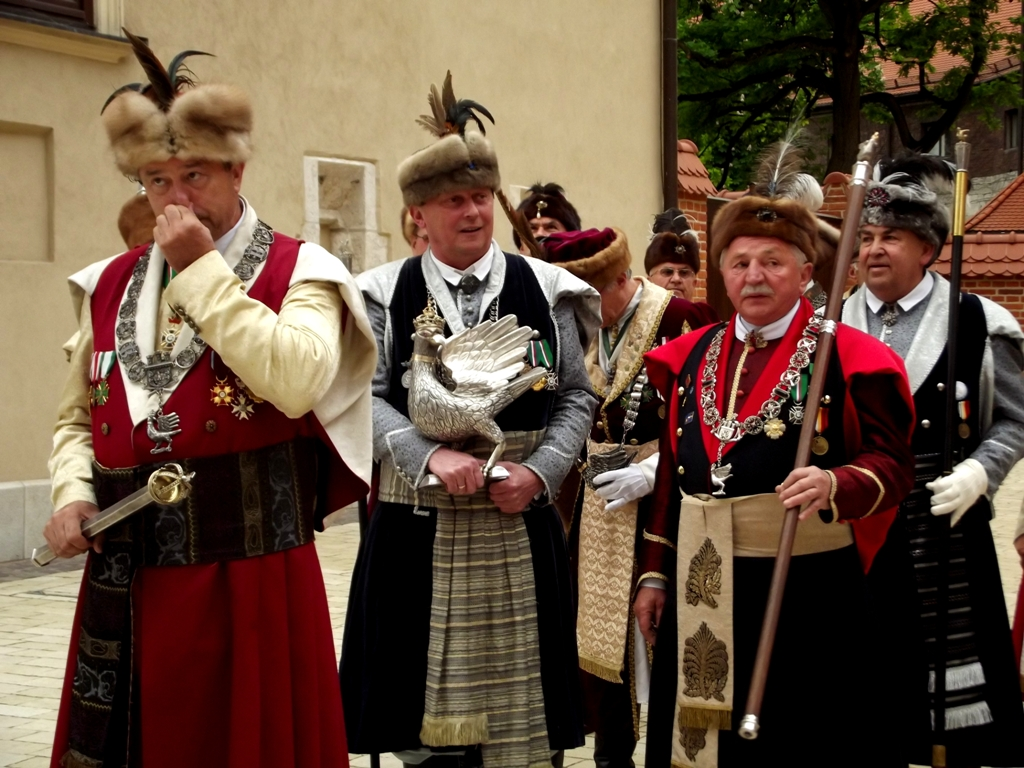
Bractwo Kurkowe (Kraków)
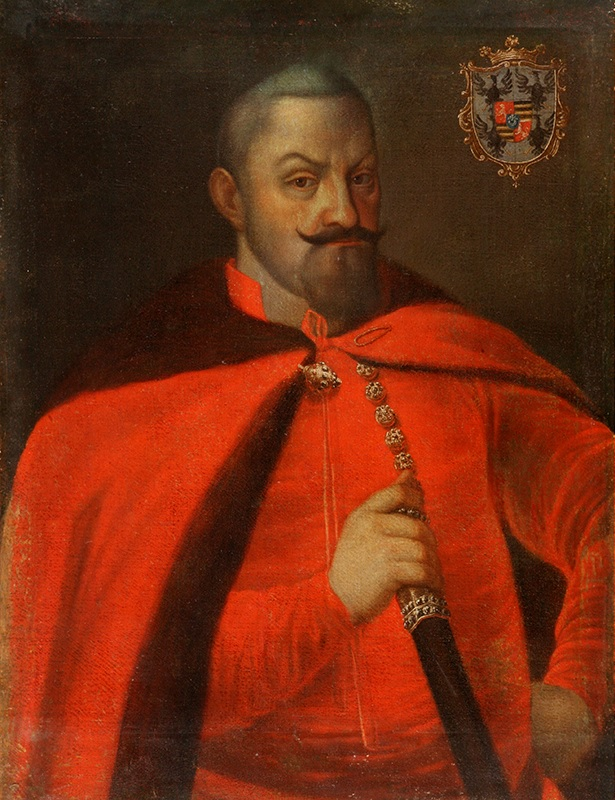
Thế kỷ 17
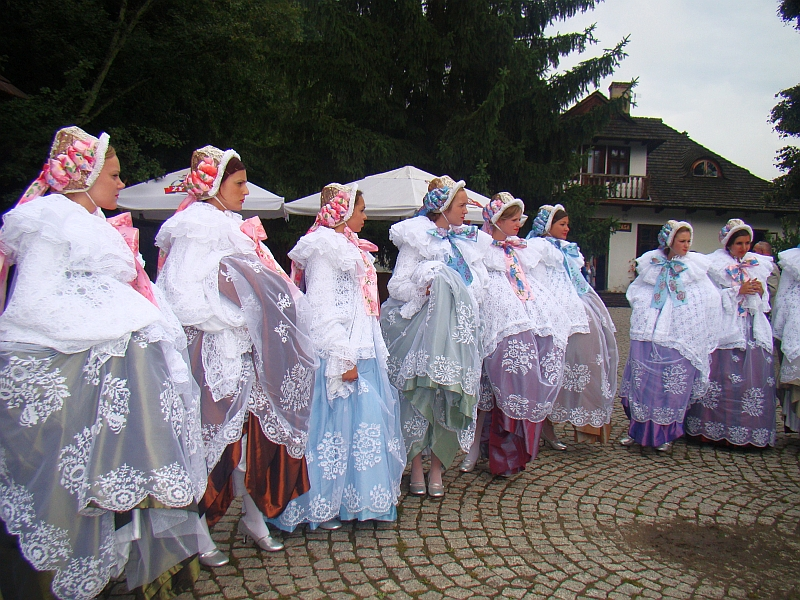
Żywiec
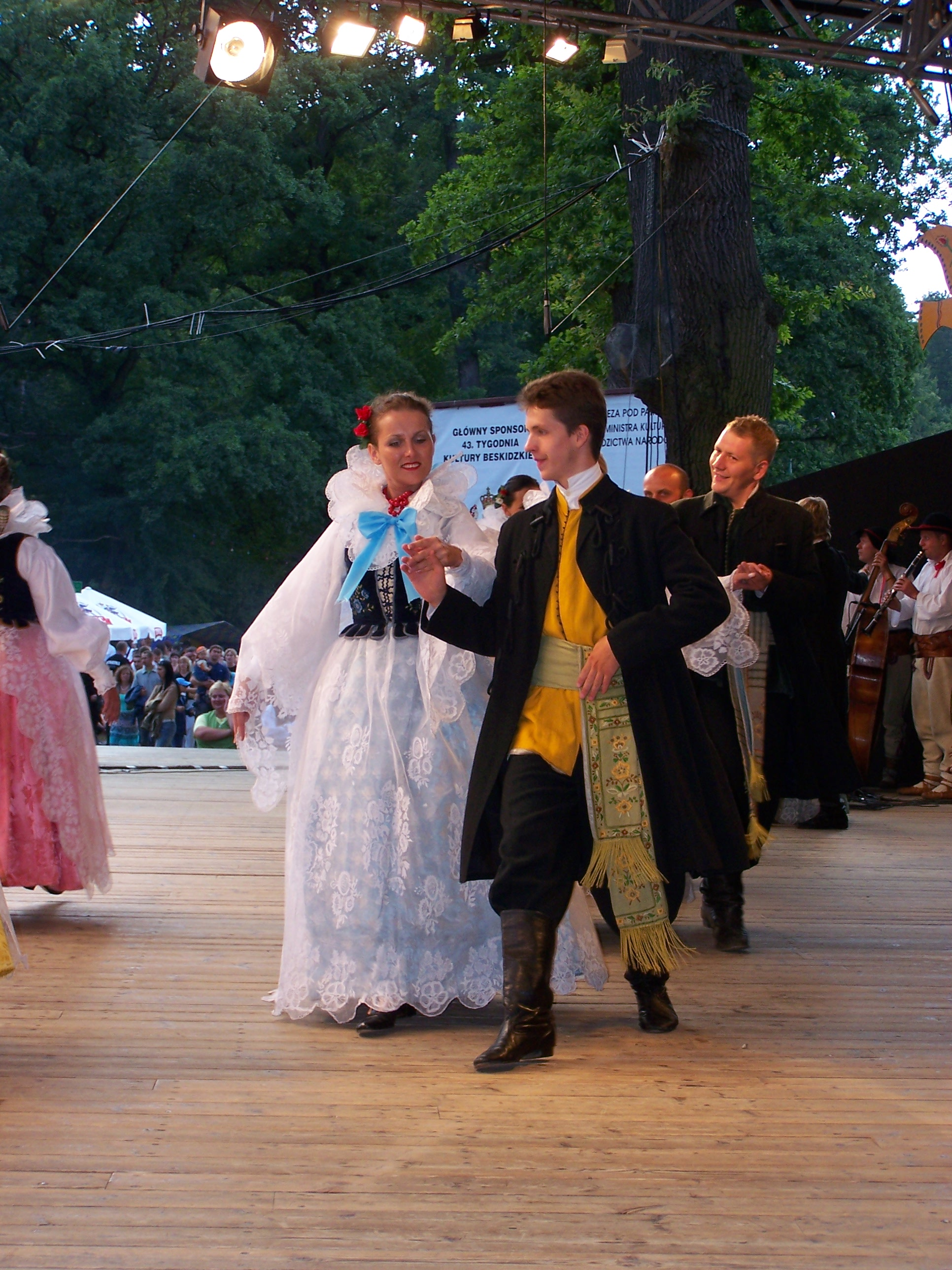
Żywiec
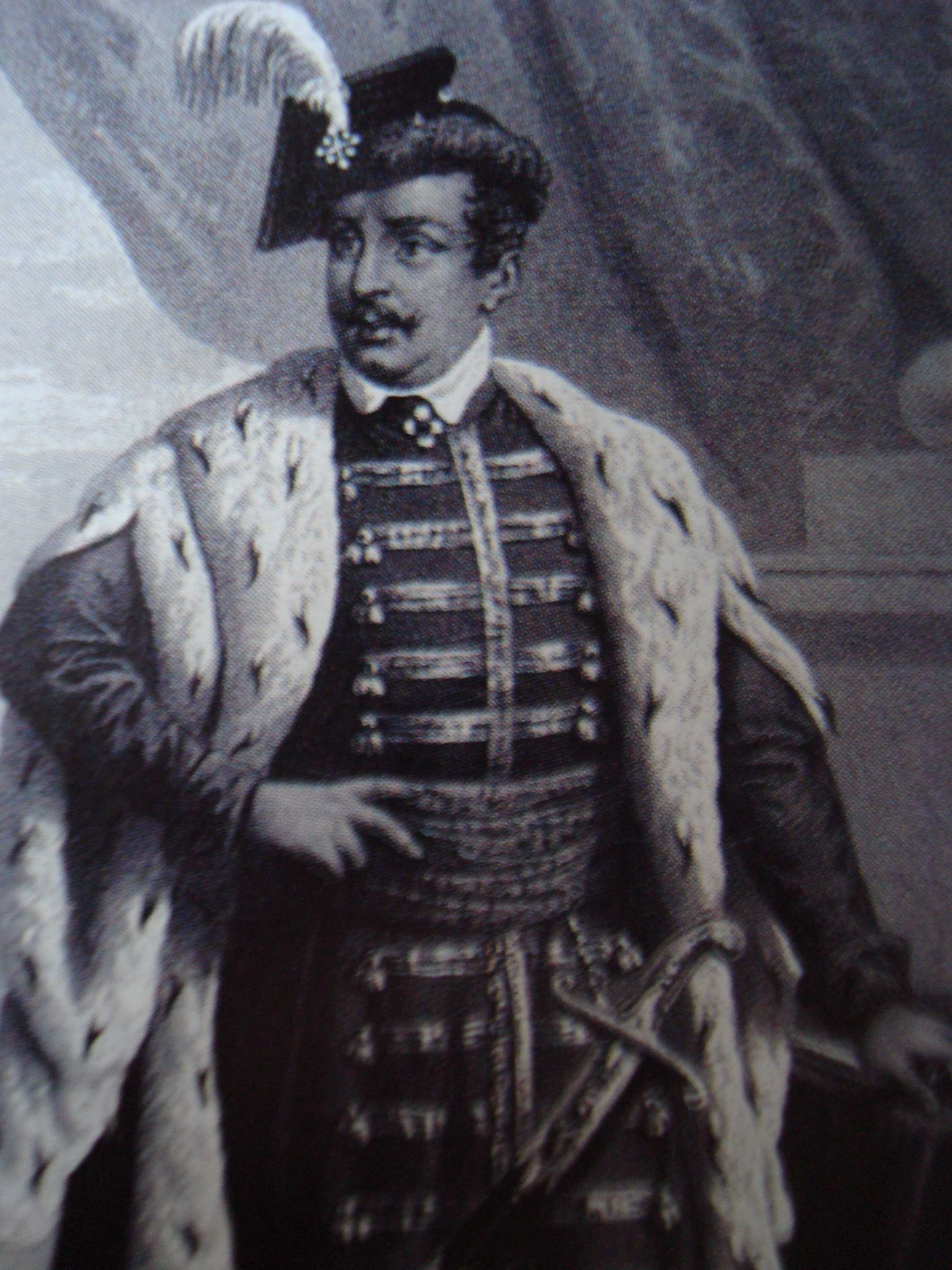
Vua Stanisław I trong trang phục Cracovian

## Lính Ba Lan
Ở thế kỷ XVIII, Czamara khá phổ biến (đặc biệt là ở vùng Kraków, có thể gọi là áo Kraków). Thế kỷ XIX, czamara trở thành trang phục dân tộc và thể hiện tinh thần yêu nước ở Ba Lan. 

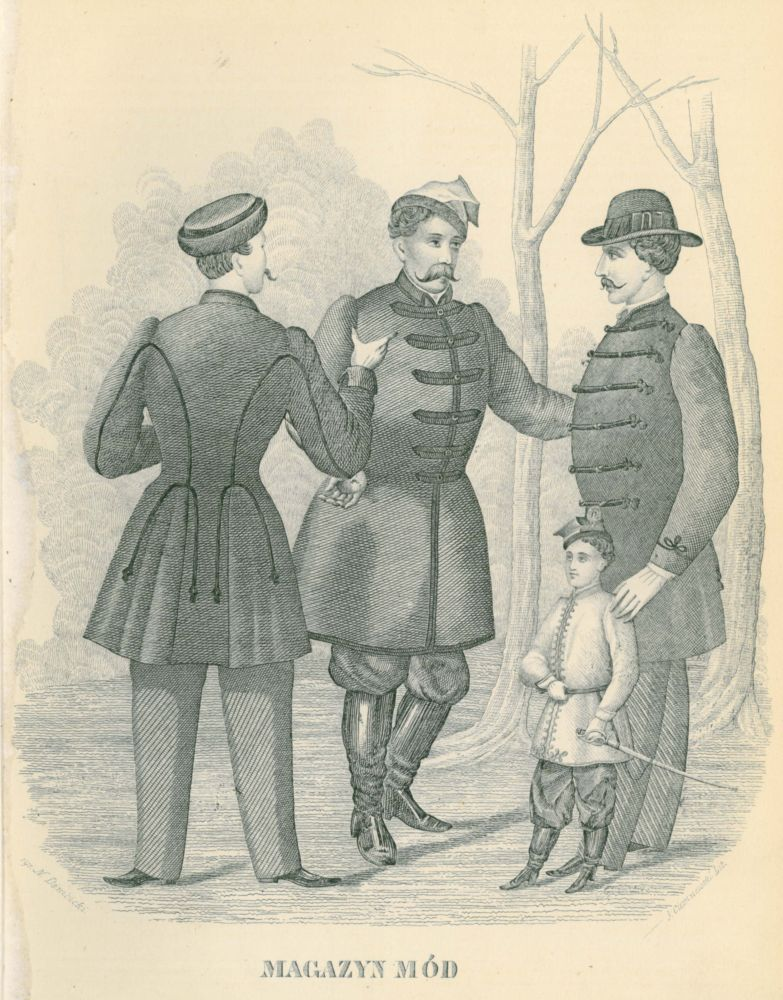
Đàn ông mặc czamara
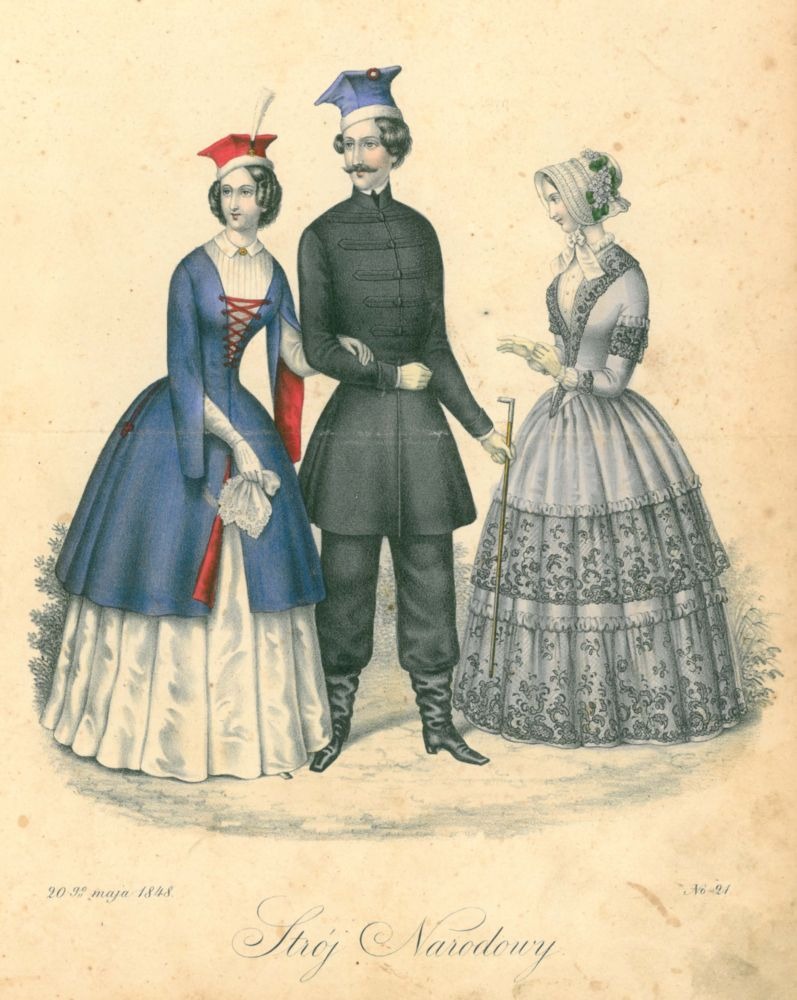
Đàn ông mặc czamara